# Білоруська мова
Білору́ська мо́ва (біл. беларуская мова, biełaruskaja mova, МФА: [bʲɛɫ̪aruskaja mɔva]; історичні назви — литóвська, литви́нська, кри́вицька) — східнослов'янська мова індоєвропейської мовної сім'ї, одна з слов'янських мов, що входять до більшої балто-слов'янської гілки. Національна мова білорусів і державна мова Республіки Білорусь, поряд з російською. Загальна кількість носіїв — близько 5 мільйонів, нею розмовляють білоруси та деякі інші представники автохтонного населення Східної Європи.
Білоруська мова має багато спільних рис з українською, ці мови загалом взаємозрозумілі. У XIV—XVIII століттях на території України та Білорусі писали спільною літературною  мовою — руською, яку тепер у цих країнах називають відповідно староукраїнською та старобілоруською. За лексикою вона генетично найближча до української мови, приблизно 84 % спільної лексики.
Поряд із більш розповсюдженою та офіційно прийнятою кирилицею, історично вживалася також традиційна білоруська латинська абетка. У 1990-х та 2000-х роках склалися дві білоруські орфографії: класичний правопис (тарашкевиця) та офіційний правопис (наркомівка).
Після відновлення незалежності Білорусі 1991 року й до 1995-го білоруська була єдиною державною мовою країни. За даними першого перепису населення Білорусі 1999 року, 36,7 % (близько 3,686 мільйонів осіб) населення країни вказали білоруську як «мову, яку вживають удома» та 85,6 % (близько 6,984 мільйонів осіб) — як «рідну мову». Інші джерела, як Ethnologue, подають близько 2,5 мільйонів активних мовців. Згідно з урядовим дослідженням 2009 року, близько 29,4 % білорусів можуть писати, розмовляти та читати білоруською, тоді як 52,5 % можуть тільки читати й розмовляти.
Однак згідно з переписом 2019 року, 71,4 % (6 718 557) білорусів розмовляють вдома російською, тоді як білоруською говорять тільки 26 % (2 447 764) населення країни. Вказали білоруську як «рідну мову» 54,1 % (5 094 928) громадян Республіки Білорусь, а російську вказали як «рідну мову» 42,3 % (3 983 765).
Найбільше білоруськомовних у Гродненській області — 38 % населення регіону. Найменше білоруської можна почути у Вітебській області — всього 12,6 %. У Мінську — столиці Білорусі — під час перепису раптом виявилася найвища з усіх міст частка жителів, для яких білоруська мова — рідна (48,7 %), хоча навіть у Гродно тільки 43,1 %. При цьому третина мінчан відповіли, що вдома теж говорять білоруською (34,1 %). Такі ситуації ставлять під сумнів точність і відвертість відповідей білорусів на питання про рідну мову, а подекуди і про мову спілкування.
Кількість носіїв білоруської мови постійно зменшується, а навчання нею скорочується. Зокрема, в обласних центрах Білорусі немає жодної цілком білоруськомовної школи. Між 1994/95 і 2023/24 навчальними роками доля учнів, що здобувають загальну середню освіту в школах і класах з білоруською мовою викладання, скоротилася з 40,6 % до 8,6 %.

## Походження
- Праностратична мова
  -  Праєвразійська мова
    -  Праіндоєвропейська мова
      -  Прабалтослов'янська мова
        -  Праслов'янська мова
          -  Давньоруська мова
            -  Руська (старобілоруська) мова
              -  Білоруська мова

## Класифікація
За генеалогічною класифікацією білоруська мова належить до східнослов'янської підгрупи слов'янської групи індоєвропейської мовної сім'ї.
Найближча генеалогічно до білоруської мова — українська (починаючи з IX—XI століття обидві мови частково формувалися на спільній діалектній базі, зокрема північна діалектна група української мови брала участь у формуванні розмовної білоруської мови, обидва народи до XVI століття мали спільну писемну книжну руську мову).
Діалекти південно-західної Білорусі належать до поліських говорів української мови.

## Назва
Існує низка імен, під якими відома білоруська мова, як сучасна, так і історична. Деякі з найнеподібніших — з давньобілоруського періоду.

### Офіційна
- Білоруська — етнонім і топонім «Біла Русь». У силу ряду історичних змін, як-от припинення існування Великого Князівства Литовського, входження в склад Російської Імперії та популяризація топонімів «Біла Русь» і «Чорна Русь» склалися сучасні назви мови, народу і держави: «білоруська мова», «білоруси», «Білорусь».
- Білорусинська — її еквівалент, тобто — словесний переклад частин складеного слова білоруська.

### Історична
- Руська (біл. рус(ь)кая / рускïй (мова / езыкъ); ruśkaja / ruskïj (mova / jezyk) — історична назва білоруської мови.
- Литовська (біл. літоўска (мова); litoŭskaja (mova) — історична назва білоруської мови. Згідно з етнографічними дослідженнями, здійсненими на Мінщині в 1886 році, городяни називали білоруську мову литвинською[21]. (Див. литвинство)
- Великолитовська (біл. вялікалітоўская (мова); vialikalitoŭskaja (mova)— запропонована і використана Яном Станкевичем з 1960-х років, покликана розлучитися з «зменшувальною традицією назви, пов'язаної з московитською традицією називати білоруські землі», і стосуватися «великої традиції білоруської державности»[22].
- Кривицька (біл. крывіцкая / крывічанская / крыўская (мова); kryvickaja / kryvičanskaja/ kryŭskaja (mova), пол. język krewicki) — походить від назви слов'янського племені кривичів, одного з головних племен в основах формування білоруської нації. Термін створили й уживали в XIX столітті білоруські польськомовні письменники Ярошевич, Нарбут, Рогальський і настійно пропагував Вацлав Ластовський[23]. Ян Чечот називав білоруську мову «слов'яно-кривицькою мовою».

### Народна мова
- Проста або тутешня (біл. тутэйшая (мова); tutejšaja (mova) — вживалася переважно в часи, що передували загальному визнанню існування білоруської мови та нації загалом. Цей термін все ще можна зустріти до кінця 1930-х років, наприклад, на заході Білорусі.
- Проста чорнорусинська/чорноруська (рос. простой чернорусский) — вживалась на початку XIX століття російським дослідником Барановським і віднесена до сучасної народної білоруської мови[24].

## Історія
Руська (старобілоруська / староукраїнська мова) мова — попередниця сучасної білоруської мови, була державною мовою Великого Князівства Литовського. «Старобілоруською» мовою написано не тільки офіційні документи, а й красне письменство.
На формування білоруської мови вплинули говори давніх радимичів, дреговичів, смоленських і полоцьких кривичів і, можливо, сіверян. Певну субстратную роль зіграли говори балтів — ятвягів, пруссів тощо.
До XIV століття у Великому князівстві Литовському, Руському, Жемайтійському тощо сформувалась офіційна літературна руська мова, яку тепер у білоруській називають старобілоруською мовою, а в українській — староукраїнською. У такому вигляді вона набула значення офіційної письмової мови Великого Князівства Литовського і зберігала свій державний статус до 1696 року. У період свого існування руська мова була широко відома як «рус(ь)ка(я) мова» або «проста(я) мова». Руською мовою написано величезний корпус текстів: Вислицький статут (1423—1438), Статут Казимира Ягайловича (1468), Статут Великого князівства Литовського (його перша (1529), друга (1566) і третя (1588) редакції), Трибунал Великого князівства Литовського (1581), більшість документів з майже 600-томного державного архіву (метрики) Великого князівства Литовського, різні юридичні документи (заповіту, права на власність, підтвердження шляхетства, опису шляхетських маєтків та ін.) Нею перекладали святе Письмо (Франциск Скорина, Василь Тяпинський, Симон Будний тощо), загальноєвропейську художню літературу (Повість про Трішчане, Повість про Трою, Повість про Бову, Повість про Скандербега) і багато іншого.
Підписання Люблінської унії між Великим князівством Литовським і Королівством Польським (1569 року) призвело до поступового усунення руської мови з державного вжитку (із заміною польською, яка й собі після поділу Речі Посполитої поступилася місцем російській); водночас завмирає і літературно-письмова творчість руською мовою. Народно-діалектна розмовна білоруська мова далі була, як і до того, мовою сільських народних мас і фольклору, протистоячи двом впливам: російському зі сходу і польському із заходу.
Тільки у другій половині XIX століття з'являються літературні твори сучасною білоруською літературною мовою: «Енеїда навиворіт» Вікентія Равінского, гумористична віршована поема Костянтина Вереніцин «Тарас на Парнасі», літературні твори Вінцента Дуніна-Марцинкевича, Вінцента Каратинского, Костянтина Калиновського, Францішека Богушевича, Ольгерда Обуховича, Янки Лучини, Адама Гуриновича, Олександра Єльського та інших. Через розрив писемної традиції в кінці XVIII — початку XIX століть новочасну білоруську літературну мову відновлено в XIX столітті на основі білоруських усно-розмовних народних діалектів, без безпосереднього зв'язку з літературно-писемною традицією руської літературно-писемної мови. В основі сучасної білоруської літературної мови лежать середньобілоруські діалекти, у яких поєднуються окремі риси, властиві сусіднім говорам північно-східного і південно-західного діалектів білоруської народно-діалектної мови.

Білоруська мова в Російській імперії за переписом 1897 року

Після революції 1905 року влада Російської імперії офіційно дозволила видавати білоруською мовою газети, журнали й книжки. У науці до XX століття білоруські говірки вважалися частиною російської мови, зі статусом самостійного наріччя чи навіть «білоруське наріччя, на якому говорять білоруси, з фонетики і морфології є галуззю акаючої південно-великоросійської говірки» (С. К. Булич, Енциклопедія Брокгауза й Ефрона). Офіційне визнання і вживання в різних сферах життєдіяльности сучасна літературна мова одержала головним чином після 1917 року. Граматику для сучасної білоруської літературної мови видав 1918 року викладач давньогрецької і латинської мов Петербурзького університету Броніслав Тарашкевич.
Білоруська мова стала офіційною мовою Білоруської Народної Республіки, яка припинила своє існування через більшовицьку окупацію та анексію й пізніше утворенням на її місці Литовсько-Білоруської Радянської Соціалістичної Республіки, а потім Білоруської Радянської Соціалістичної Республіки. У 1920-ті роки поряд з їдишем, польською та російською мовами білоруська була однією з офіційних мов БРСР (деякий час гасло «Пролетарі всіх країн, єднайтеся!» було написаним на гербі БРСР всіма чотирма мовами). Потім білоруську мову фактично вживали як одну з двох офіційних мов БРСР поряд з російською. У липні 1924 року в БРСР почалася політика білорусизації, яка тривала до осені 1928 року (до видання постанови ЦК КП (б) Білорусі про посилення критики буржуазного націоналізму).
У 1933 році в БРСР проведено реформу білоруського правопису, яка штучно зблизила білоруську та російську мови. Класичний правопис білоруської мови, а також латинський алфавіт і далі вживали на заході Білорусі (до 17 вересня 1939 року) і в еміграції.
Інтерес держави до білоруської мови відновився в кінці 1980-х під час перебудови під тиском білоруської міської інтелігенції. Проводилися соціологічні та соціолінгвістичні дослідження, створювалися громадські організації (найважливіша — Товариство білоруської мови імені Франциска Скорини, організоване в 1989 році і зареєстроване в 1991 році). 26 січня 1990 року прийнято закон «Про мови в Білоруської РСР», який додав білоруській мові статус єдиної державної мови в Білорусі. Закон про мову припускав повний переклад документообігу на білоруську, за десятирічний перехідний період, до 2000 року. «Білорусизація» припинилася після проведеного в травні 1995 року референдуму, на який винесено кілька питань, у тому числі про надання російській мові статусу державної на рівні з білоруською, що підтримало 83,3 % виборців. У даний час в офіційній сфері і в побутовому вжитку міських жителів переважає російська мова. Зробивши 1995 року другою державною мовою російську й надавши їй загальну пріоритетність, режим Лукашенка обрав політику утисків живої білоруської мови. Внаслідок обмежень і перешкод, перш за все ініційованих державною владою, а також унаслідок повномасштабної інформаційно-культурної залежности Білорусі від Російської Федерації, на сьогодні кількість активних мовців білоруської значно зменшилась.
Унаслідок русифікації та сталінського терору значного поширення набула трасянка — білорусько-російський суржик. Білоруська мова за класифікацією ЮНЕСКО — «нестабільна мова», іншими словами — вразлива.

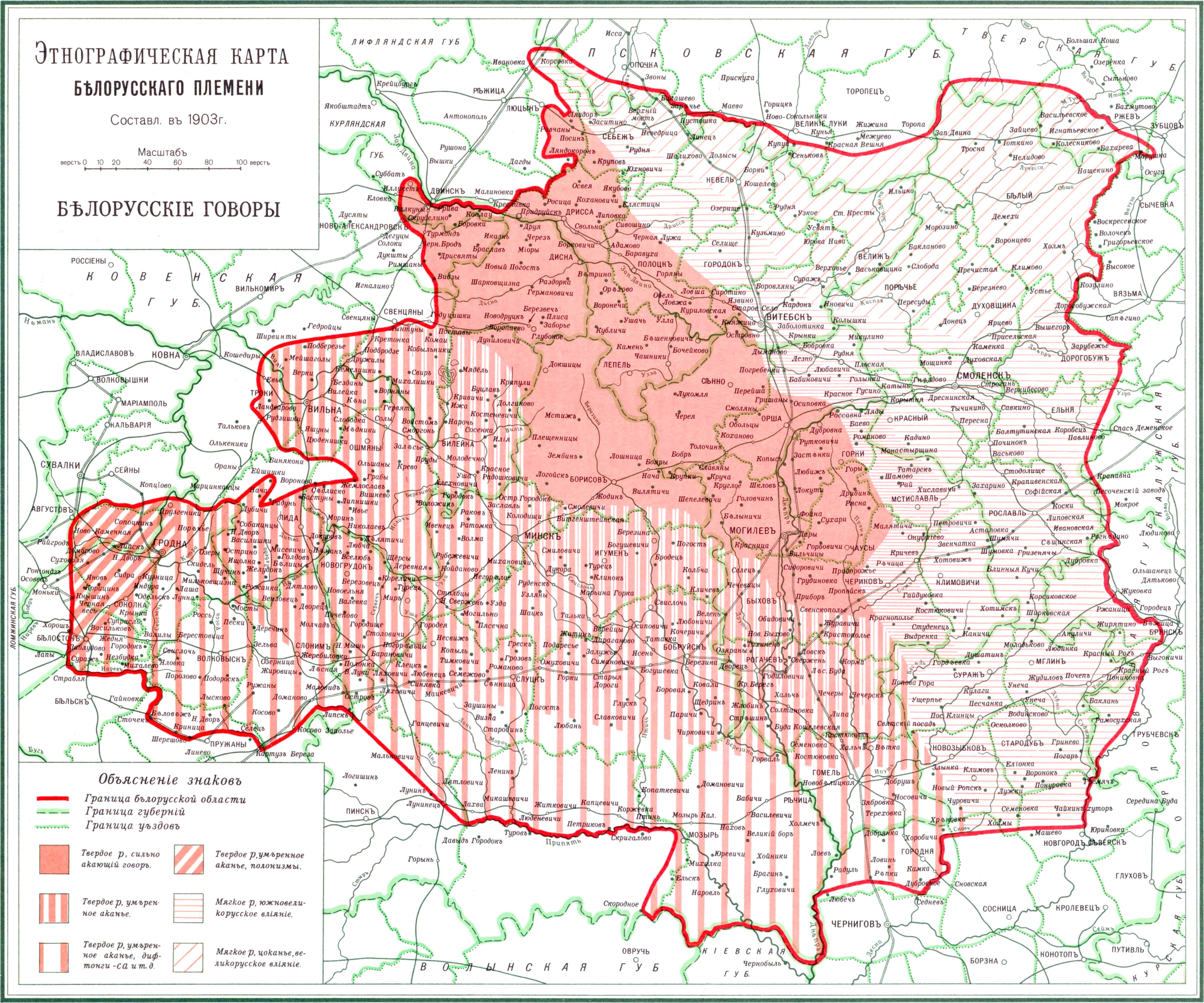
Поширення білоруської мови, 1903 рік
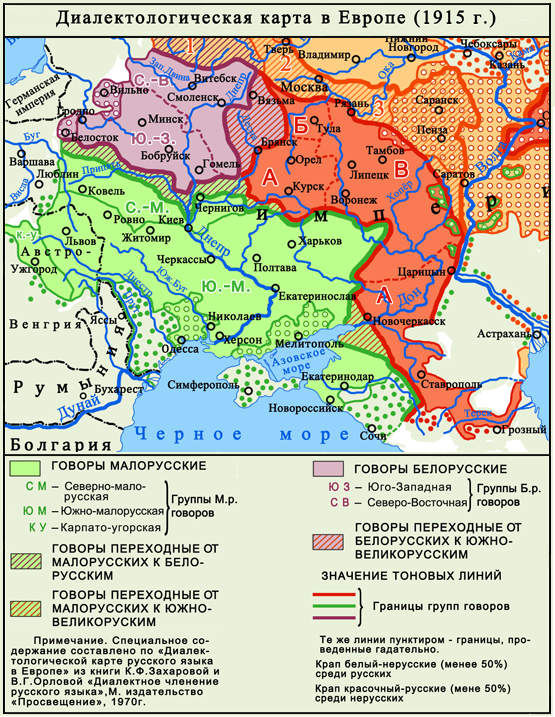
Поширення білоруської мови у Східній Європі, 1915 рік
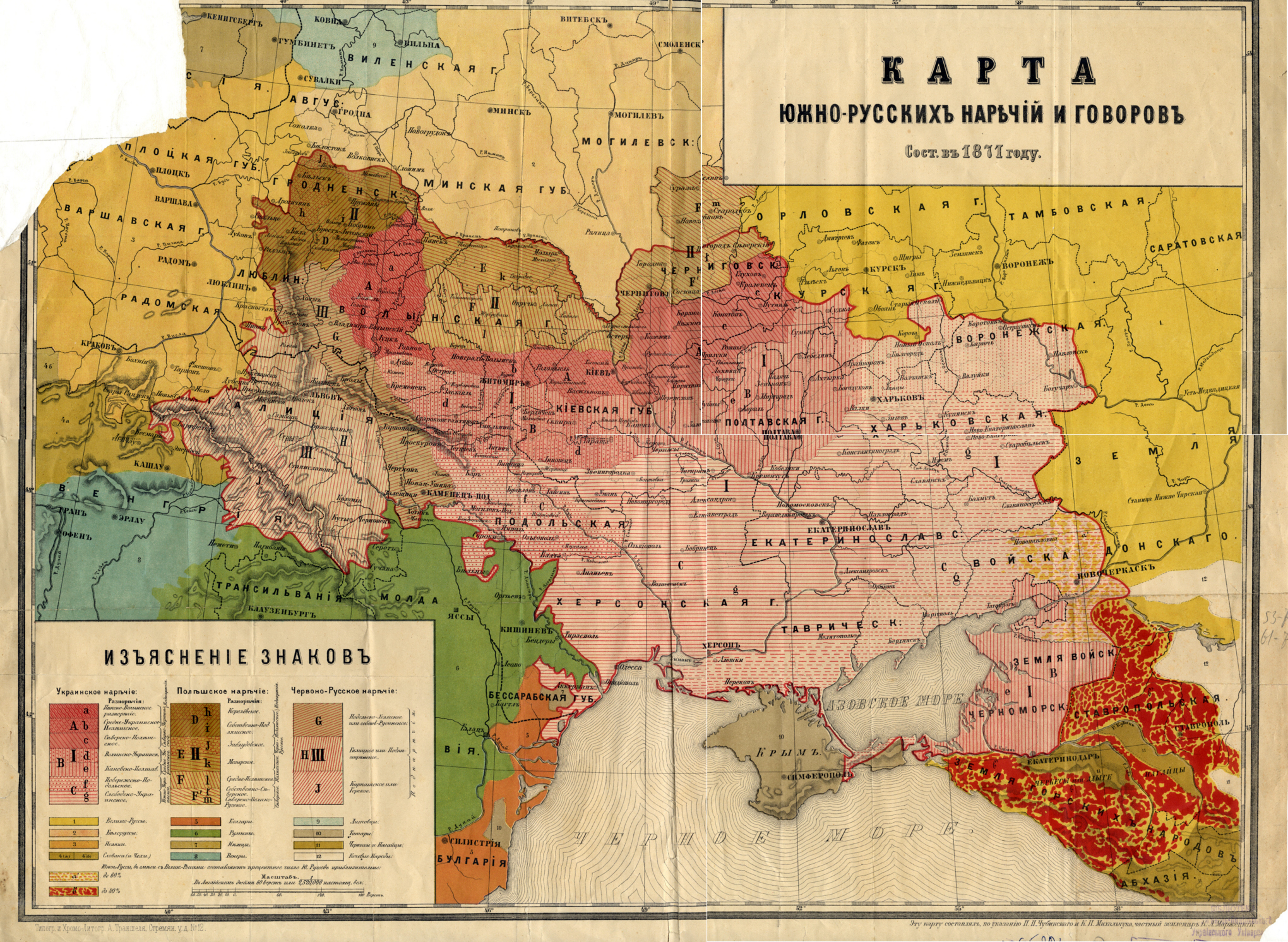
Діалектологічна мапа української мови, 1871 рік. Видно південну межу білоруської мови

## Поширеність
Білоруська мова поширена найбільше в Білорусі та інших країнах пострадянського простору, зокрема в Росії, Україні, балтійських країнах та інших країнах.

### У Білорусі
За даними перепису населення 2009 року, більшість населення — 5 058,4 тис. (53,2 %) назвали білоруську мову рідною. Це на понад 20 % менше, ніж під час перепису 1999 року, коли білоруську мову назвали рідною 73,6 %. Серед міського населення білоруську назвали рідною 44,1 % населення, російську — 49,8 %. Серед сільського населення — 79,7 % та 17,7 % відповідно.
Більшість людей (70,2 %) назвали мовою, якою розмовляють вдома, російську. Це на 7,4 % більше, ніж під час минулого перепису. Кількість людей, які назвали основною розмовною мовою білоруську скоротилось із 36,7 % у 1999 до 23,4 % у 2010. Серед міського населення російську, як основну розмовну мову, назвали 81,93 % населення і білоруську — 11,3 %. Серед сільського населення більшість назвала основною розмовною мовою білоруську — 58,7 % та російську — 36,2 %.

Населення Білорусі за рідною мовою
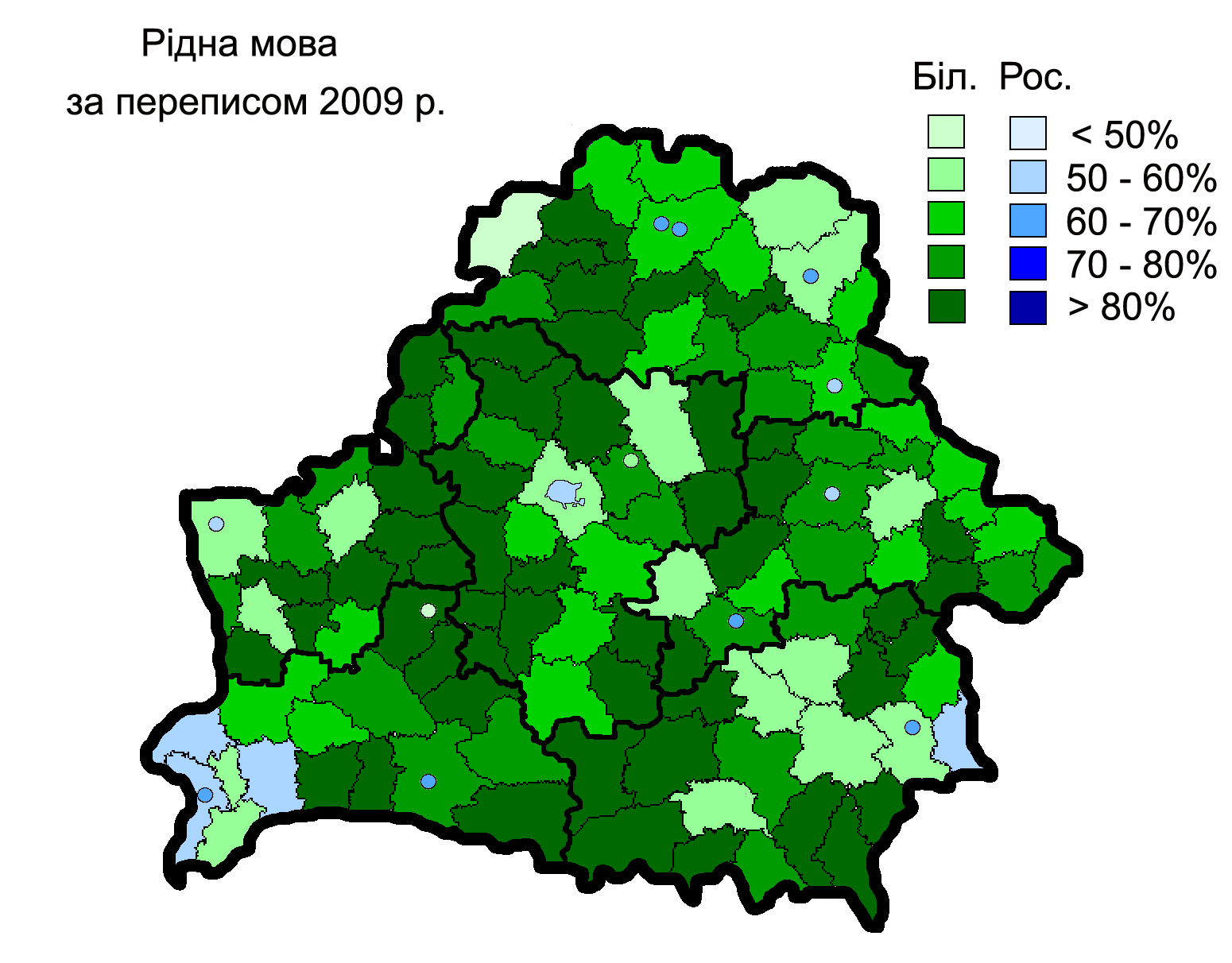
Загалом
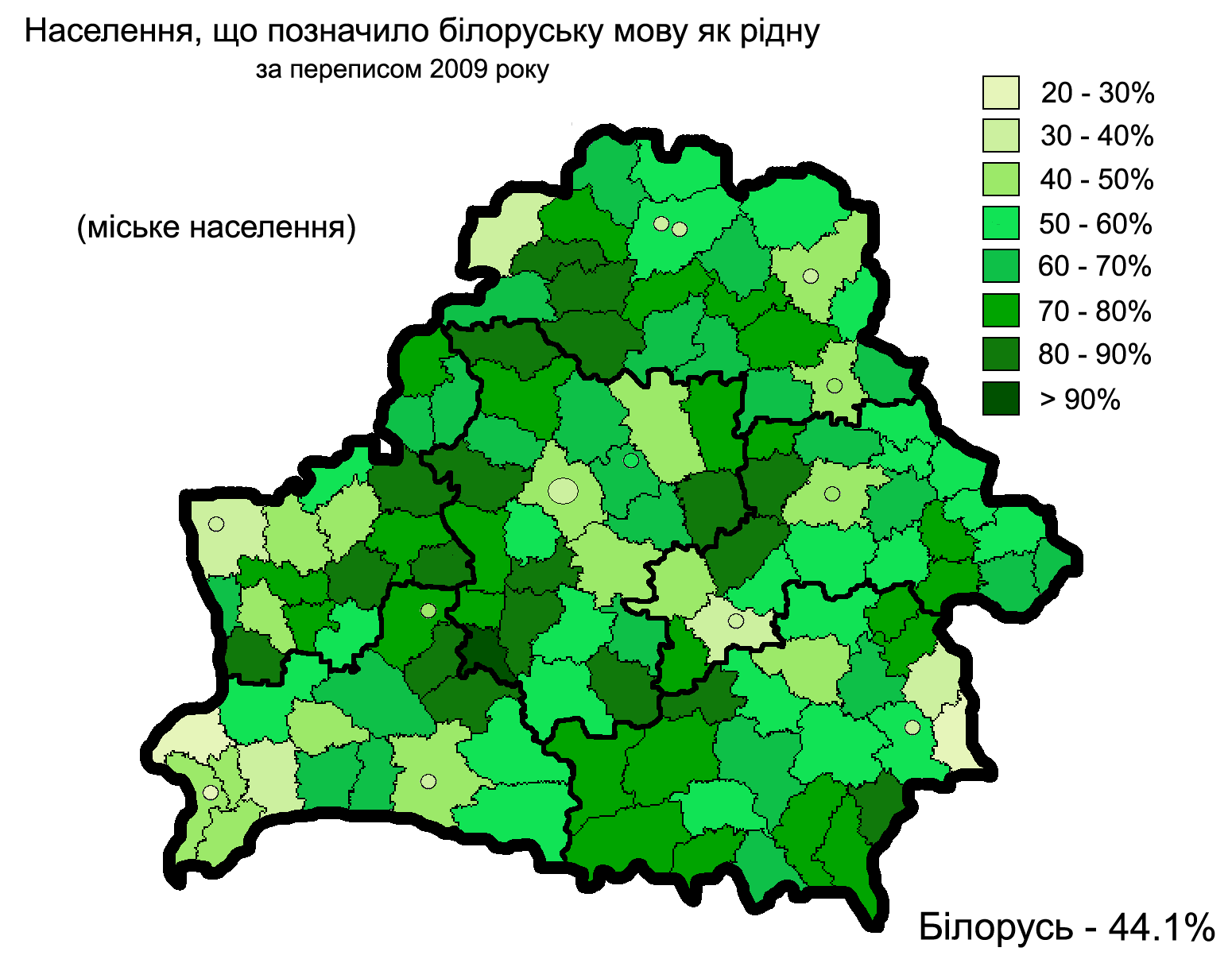
Міське
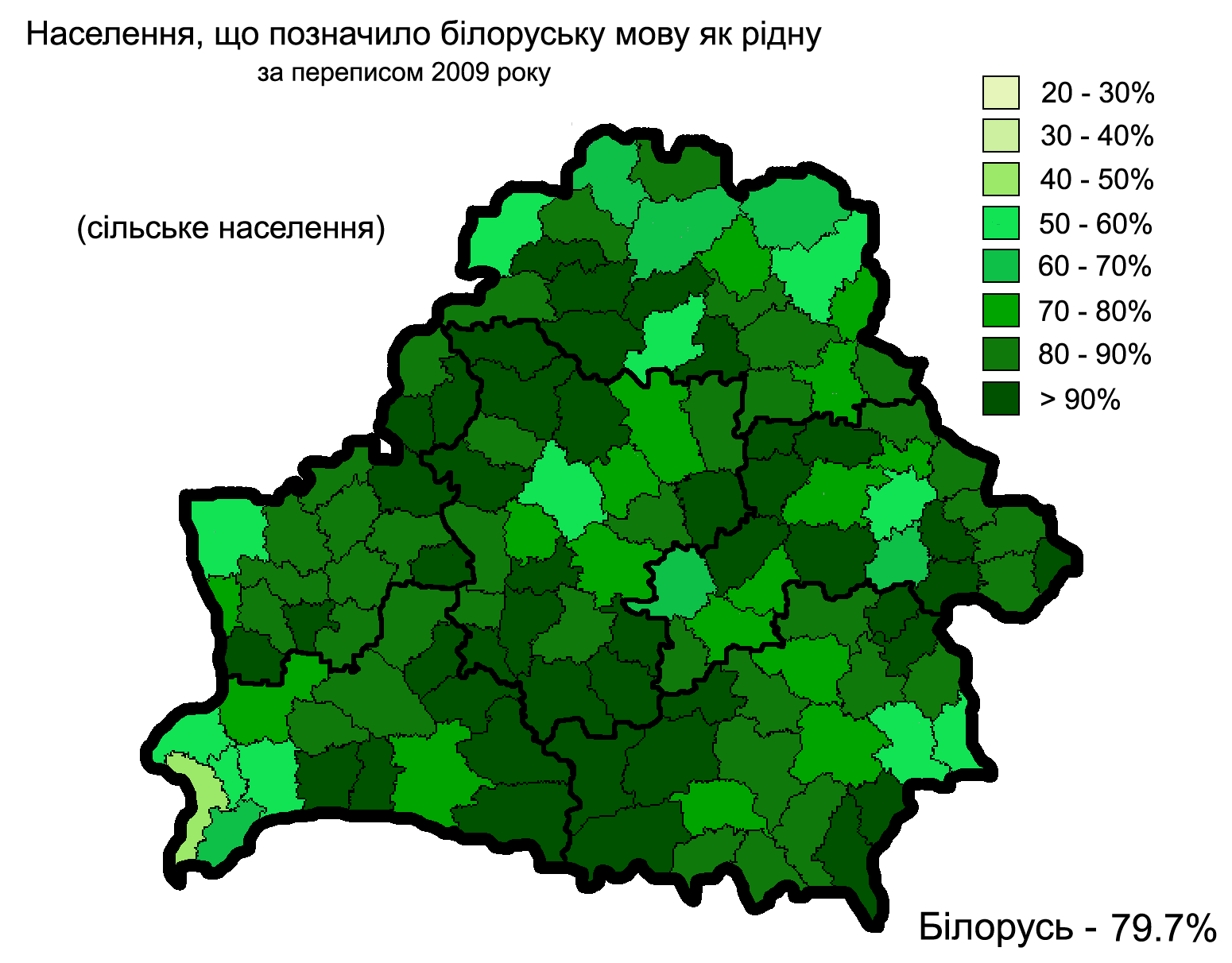
Сільське

Населення Білорусі за розмовною мовою
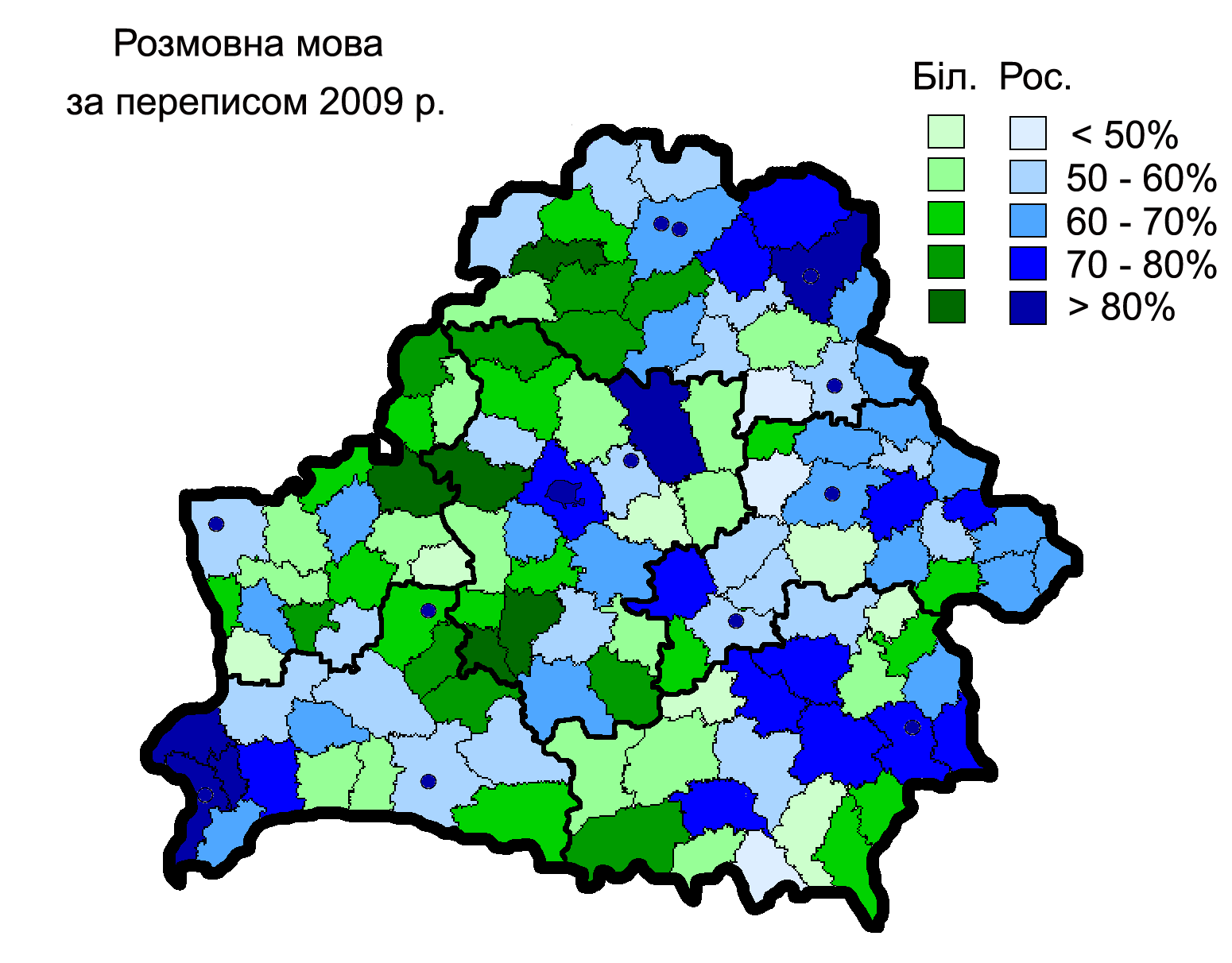
Загалом
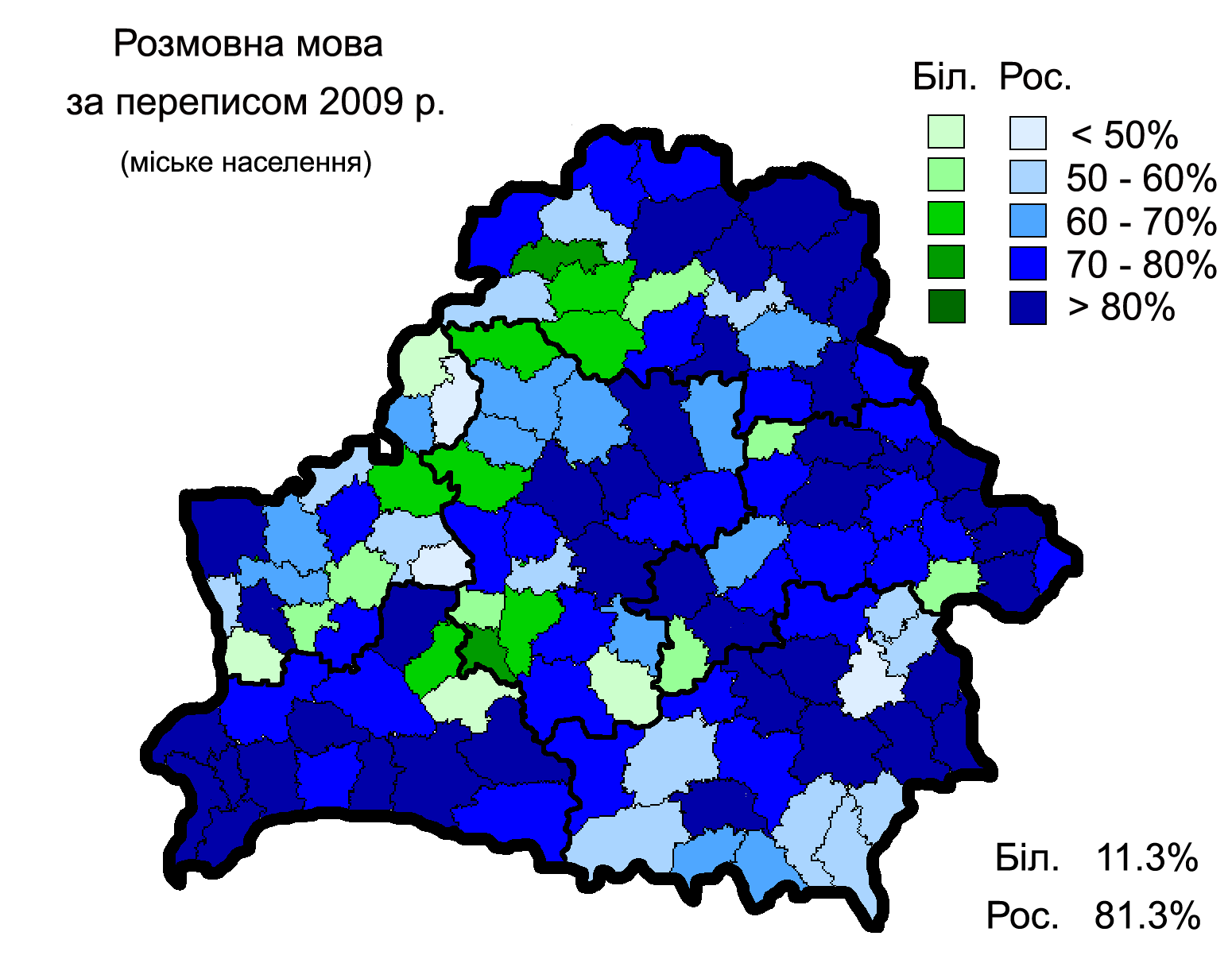
Міське
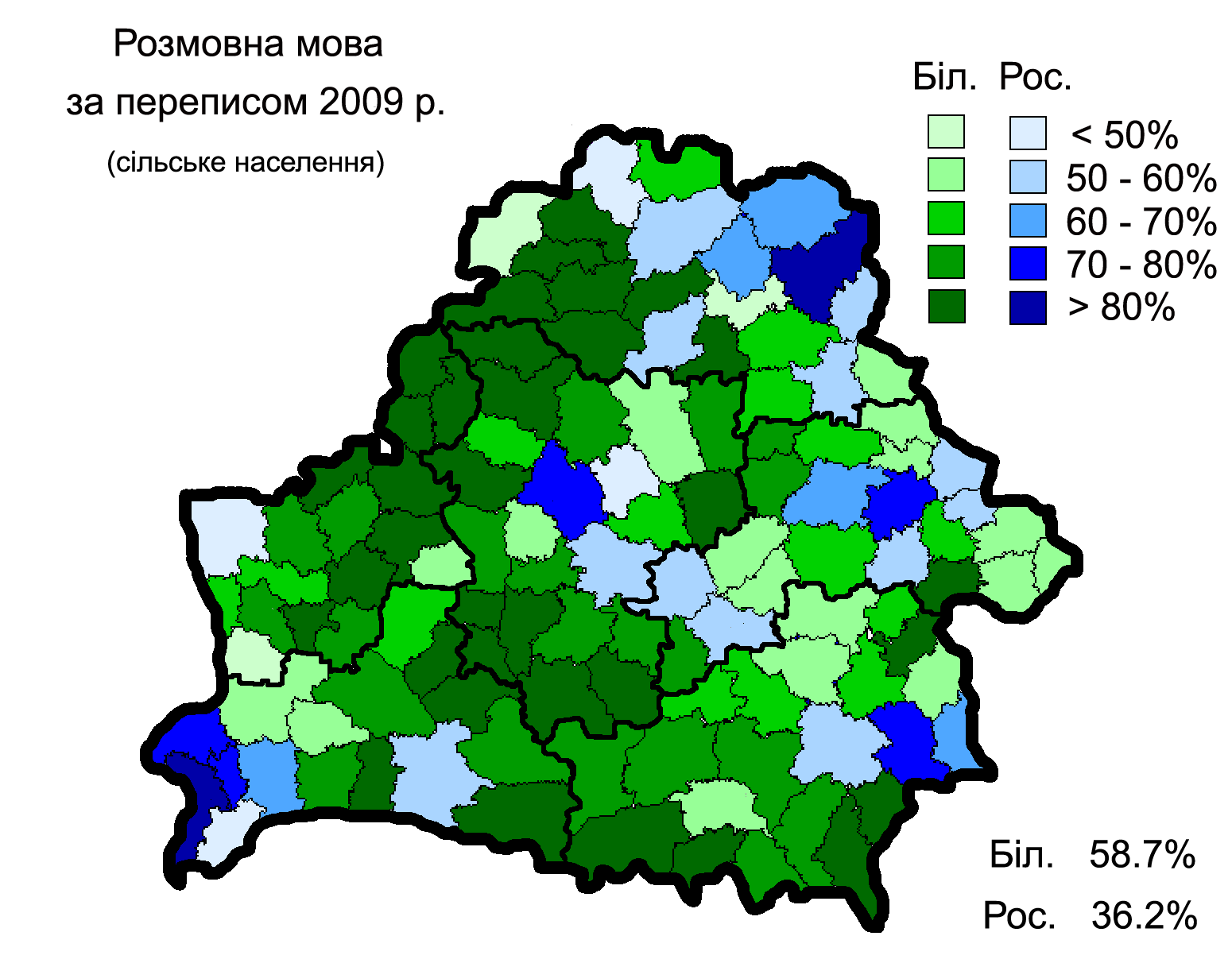
Сільське

Проте, згідно з результатами останнього дослідження національної ідентичности, білоруською мовою повсякденно користується лише 6 % населення. Водночас російською стало користуються 74 %.
В офіційній сфері використання білоруської мови обмежене. Судочинство в Білорусі проваджене винятково російською, майже відсутнє діловодство білоруською. Наприкінці 1990-х відзначено зниження накладу білоруських видань (за 1998—1999 на 27,8 %). Президент країни Олександр Лукашенко звертається до народу лише російською.

Частка населення, яке вказало, що спілкується білоруською мовою вдома за переписом 2009 року
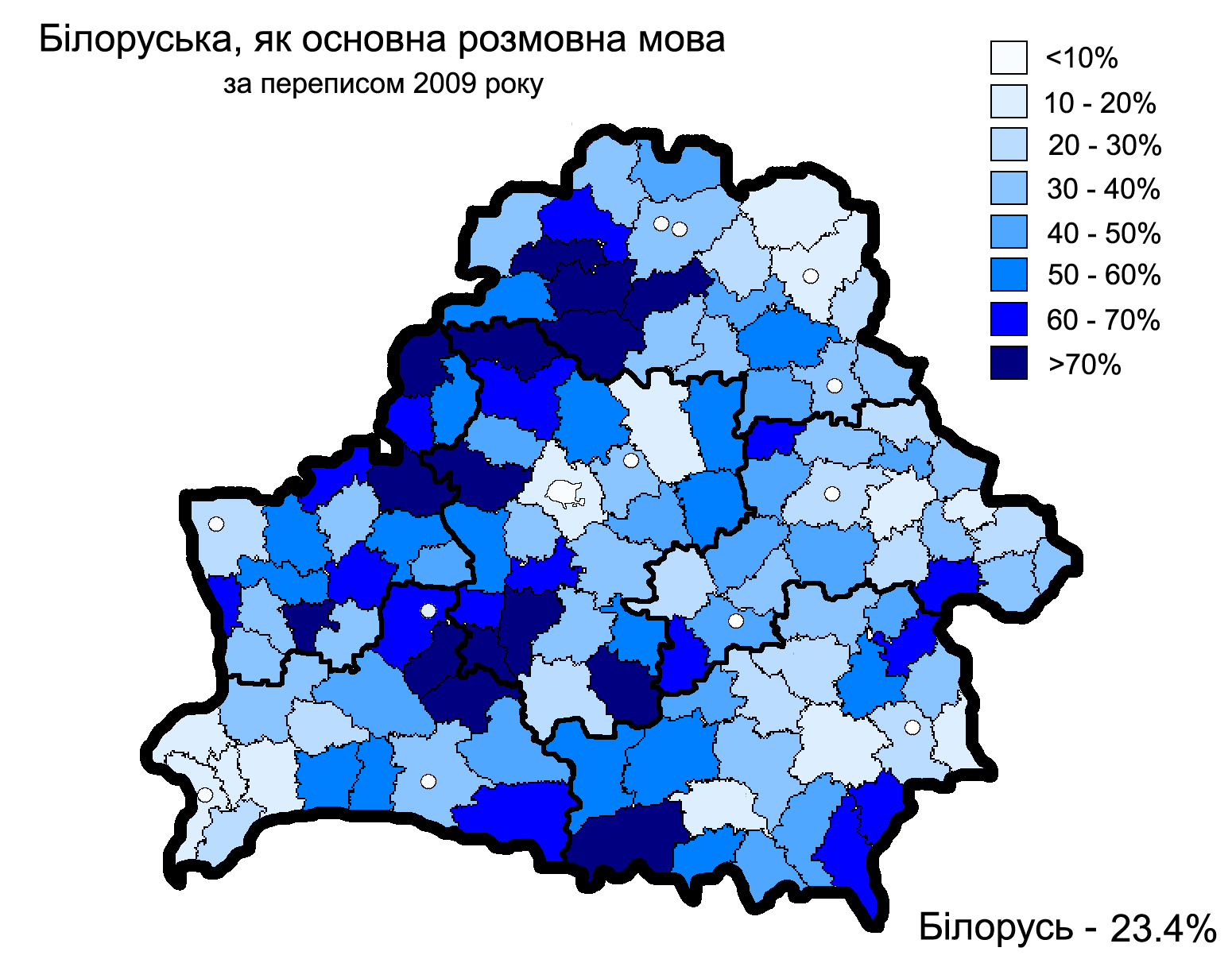
Загалом
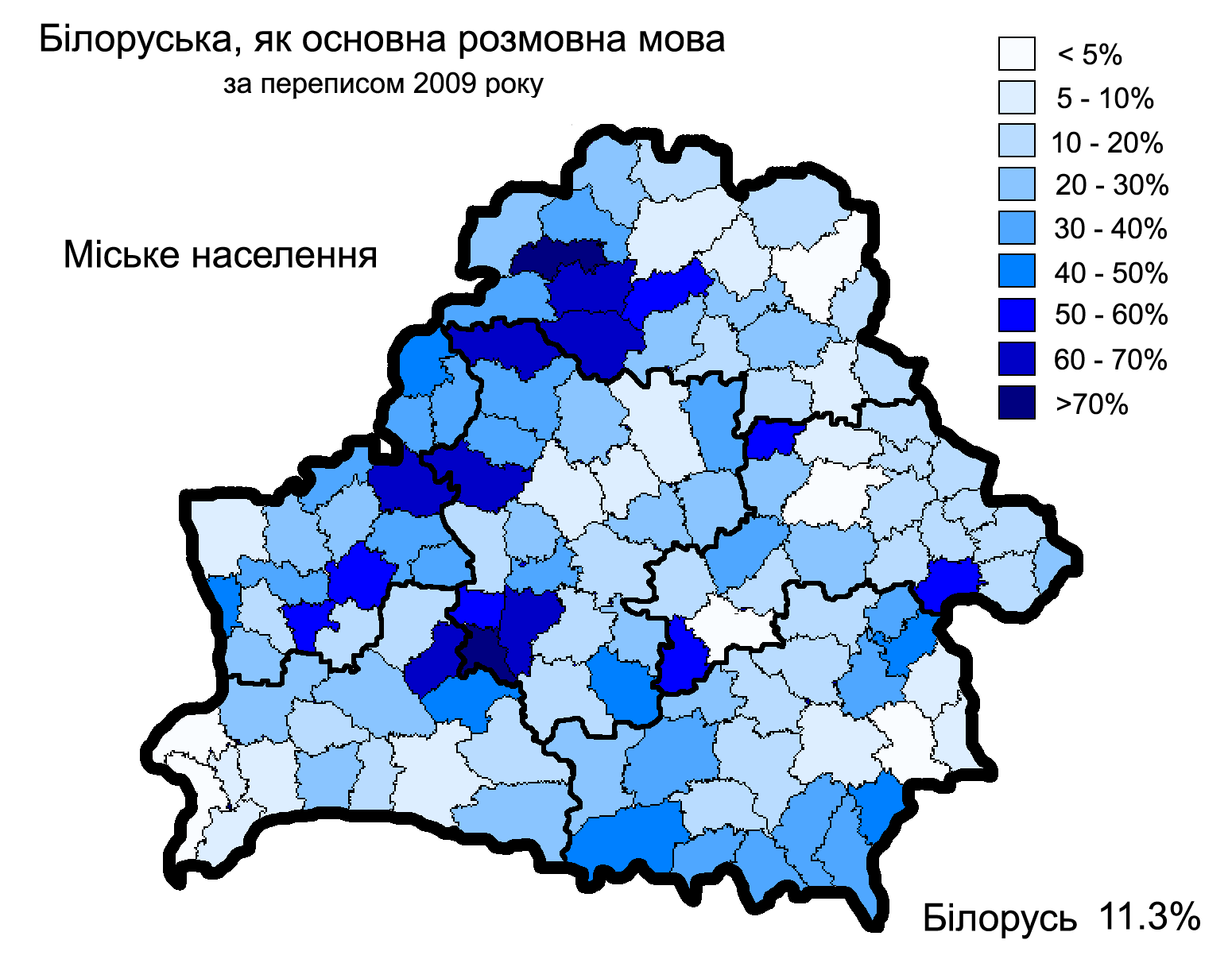
Міське
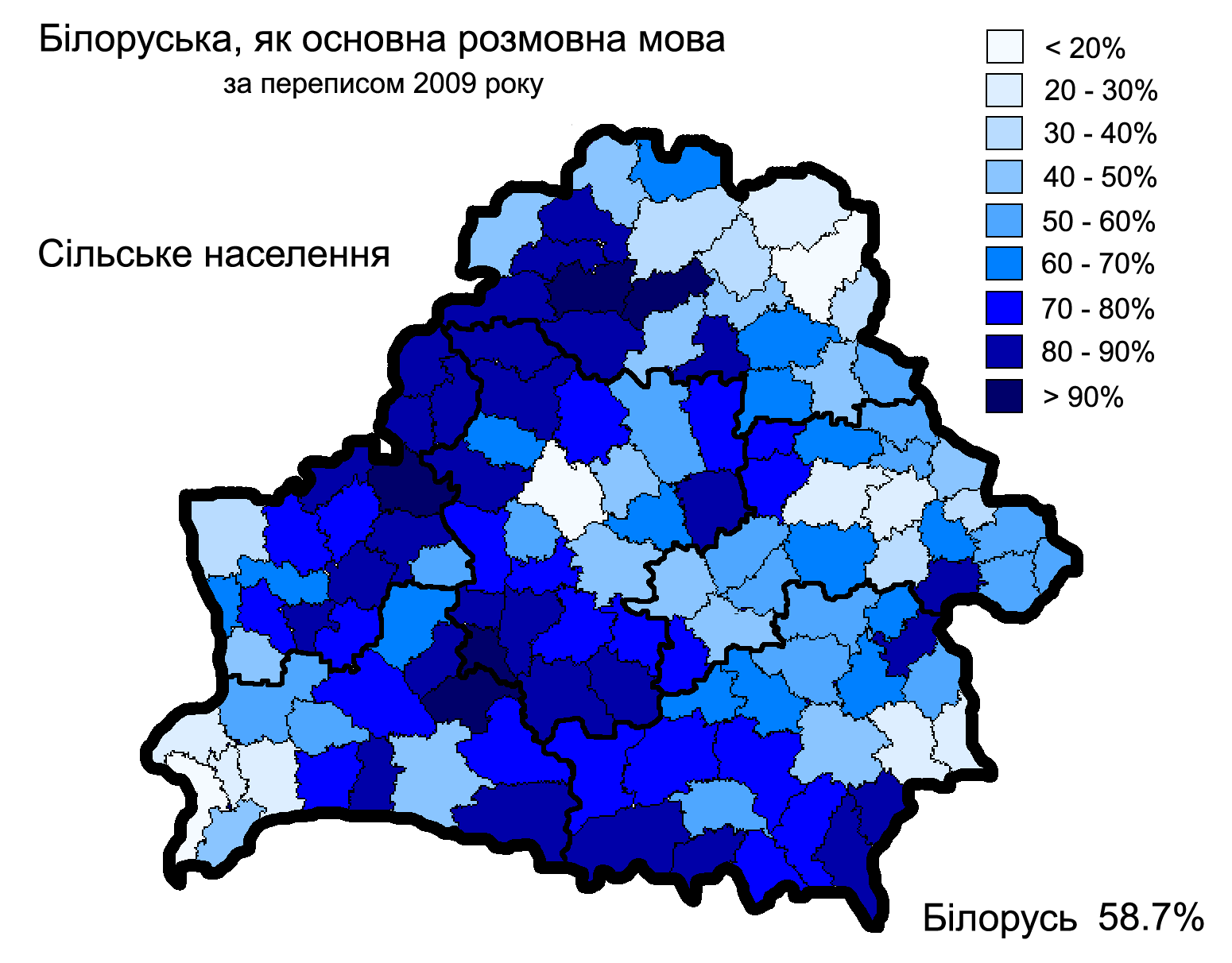
Сільське

У 2007—2008 роках білоруською мовою навчалися 195,6 тис. учнів (18,4 % від загальної кількости), з них 14,7 тис. першокласників (16,7 %). Більшість білоруськомовних шкіл розташовані в сільській місцевості.
У містах білоруськомовну освіту отримують лише 1,9 % учнів. У 2009—2010 роках у містах Білорусі існували лише 34 школи з викладанням білоруською мовою. Більшість із них (19) розташовувались у Мінську та Мінській області, 5 шкіл у Гродненській області, по 3 у Брестській, Вітебській, Гомельській областях. Найменше — лише одна школа була в Могильовській області. У багатьох містах (Брест, Могильов) білоруськомовні школи відсутні.
У 2012 році оприлюднені в Білорусі підсумки соціологічного опитування, проведеного незалежною лабораторією «Новак», викликали шок у національних діячів. Згідно з ними, частка громадян країни, яка в побуті користується білоруською мовою, впала до 3,9 %. Зменшилася також кількість респондентів, які розуміють білоруську мову, вважають її рідною, вміють читати та писати нею. Це ефект не тільки царського та радянського зросійщення, але і 18-річного правління президента Олександра Лукашенка, за ініціативою якого у 1995 році було запроваджено другою державною російську мову.

Школи з білоруською мовою викладання, 2009-2010 навчальний рік
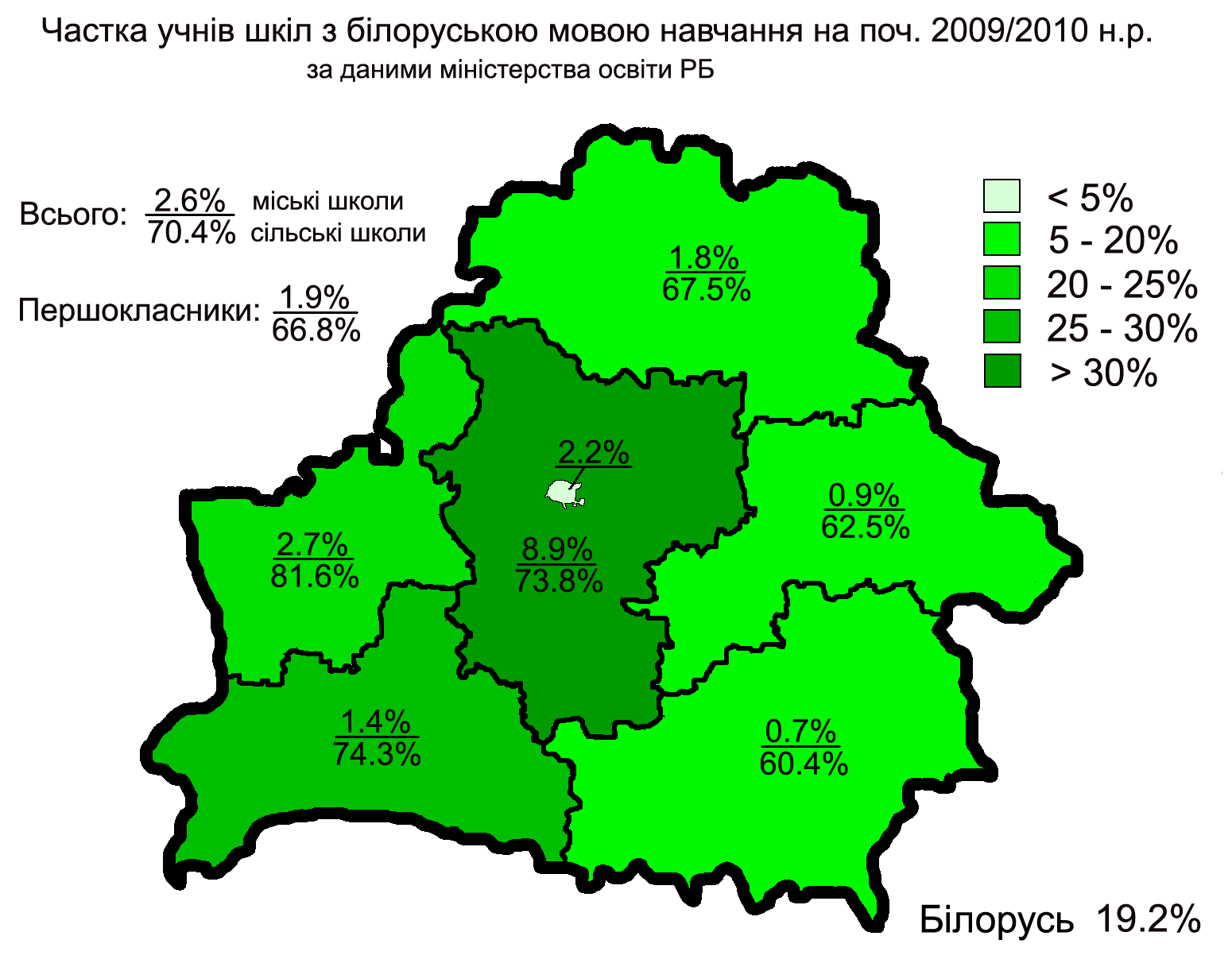
Частка учнів білоруськомовних шкіл
Частка учнів білоруськомовних шкіл серед першокласників
Зміна частки учнів білоруськомовних шкіл з 2001 по 2010 рік

### В Україні
Білоруську мову вживають у селах Рокитнівського району Рівненщини. У районі зафіксовано найвищу в Україні частку білоруського населення. За переписом 2001 року, білоруси становили 15,4 % населення району і зосереджувалися переважно в північній частині району, яка межує з Білоруссю.

### Діалекти
Білоруська народно-діалектна мова поділяється вченими на два основних діалекти: північно-східний діалект і південно-західний, розділених перехідними середньобілоруськими говорами. Говори білоруської народно-діалектної мови відрізняються один від одного характером акання, наявністю твердого /r/ у всякому положенні, або у відомих тільки умовах, або змішанням твердого /r/ з м'яким [rl̪ʲ], наявністю або відсутністю дифтонгів, дзекання і цекання, змішання «ч» і «ц» і, а також змішані говірки по сусідству з польськими, українськими та російськими.
Величезний внесок у вивчення особливостей говірок білоруської мови вніс академік Російської Імператорської Академії наук Євтимій Карський. Після закінчення Другої світової війни Інститутом мовознавства Академії наук БРСР спільно з Білоруським Державним Університетом і педагогічними інститутами радянської республіки було організовано докладний і систематичне вивчення говірок білоруської мови в державних кордонах БРСР. На основі зібраних матеріалів було складено докладний «Діалектичний атлас білоруської мови».

Дуже поширене явище, зване «трасянкою», що є побутуванням різних форм мови з переважно російської лексикою, але білоруською граматикою і фонетикою. Трасянка утворилася в результаті змішування народно-діалектного білоруської мови з сучасною російською літературною мовою. Відзначається, що з усного мовлення трасянка проникає і в публіцистику.

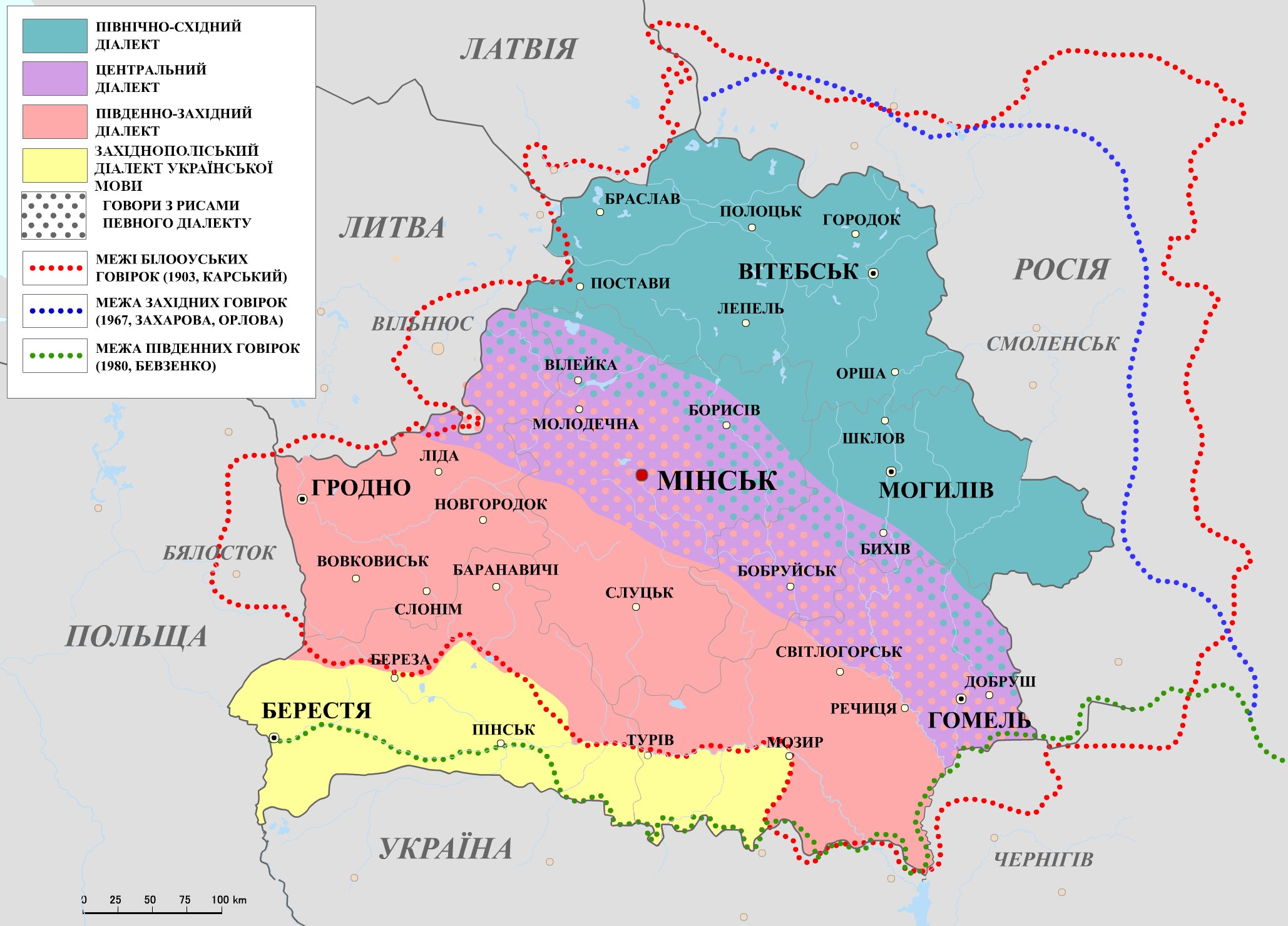
Діалекти білоруської мови

Діалекти:
Лінії:

## Статус
Білоруська мова — державна в Республіці Білорусь поряд із російською мовою. З 26 січня 1990 року по 14 травня 1995 року (5 років, 3 місяці та 19 днів) білоруська мова була єдиною державною мовою Білорусі відповідно до її Конституції. До 23 липня 1998 році (8 років, 5 місяців і 28 днів) вона залишалася єдиною державною згідно із Законом про мови. Офіційний правопис регламентується Законом від 23 липня 2008 року «Про правила білоруської ортографії та пунктуації». За класифікацією ЮНЕСКО білоруська мова вважається «нестабільною», тобто вразливою.
У Польщі за даними на 2019 рік білоруська мова має статус допоміжної мови поряд з офіційною польською в 5 гмінах на південному сході Підляського воєводства:
- у міській гміні Гайнівки (Гайнаўка) — з 3 грудня 2007 року;
- у гміні Орля — з 7 травня 2009 року;
- у гміні Наровки (Нараўка) — з 16 червня 2009 року;
- у гміні Чижі (Чыжы) — з 8 лютого 2010 року;
- у сільській гміні Гайнівки (Гайнаўка) — з 28 травня 2010 року.

Допоміжна мова в Польщі це мова меншини, яка частково офіційно дозволена до вжитку поряд із офіційною мовою. Жителі гміни мають право звертатися до влади гміни допоміжною мовою та, коли вони чітко бажають отримати відповідну відповідь нею. Мова може використовуватися як допоміжна лише в гмінах, де щонайменше 20 % населення визначають її як мову своєї національної меншини, і якщо гміна вноситься в Офіційний реєстр ґміги міністром релігій та національних та етнічних Меншини, які несуть за це відповідальність, на підставі заяви ради ґмін. Гмінів, де понад 20 % населення відносить себе до білорусів у Польщі нині 12, але у 2012 році тільки 5 з них унесено до реєстру гмін, де білоруська вживається як допоміжна мова.
В Україні білоруська мова — мова національної меншини. Крім того, білоруська мова була зазначена в Законі України «Про засади державної мовної політики», ще відомий як «Закон Ківалова-Колесніченка», згідно з яким перелічені в законі мови підпадають під дію Європейської хартії регіональних мов або мов меншин, прийнятою і без цього закону Україною. 28 лютого 2018 року Конституційний Суд визнав проросійський закон Ківалова-Колесніченка неконституційним і таким, що втратив чинність, і 25 квітня 2019 року Верховною Радою України ухвалено Закон «Про забезпечення функціонування української мови як державної», де білоруська мова прямим текстом уже не згадується.
З 2013 року допоміжний статус білоруської мови також надано в Чехії, що дозволяє вживати білоруську мову в освіті та в контактах із владою.
2 лютого 2017 року набрав чинности Кодекс Республіки Білорусь про культуру, відповідно до статті 69 якої білоруська мова належить до «нематеріальних культурних цінностей». Відповідно до статті 8 цього Кодексу, перший з 30 напрямків державної політики у галузі культури це «збереження, розвиток, поширення та популяризація білоруської національної культури та мови». Кодекс культури став першим із 25 кодексів Білорусі, який вийшов лише білоруською мовою.

23 жовтня 2017 року Рада Міністрів Республіки Білорусь затвердила Постанову № 797 «Про внесення змін до Положення про функціонування Інтернет-сайтів державних органів та організацій», яка набрала чинности 1 січня 2019 року та прийняла її обов'язково публікувати інформацію білоруською мовою. Відповідно до Резолюції, до Регламенту було введено пункт 7-2, в якому зазначалося:
Використання російської та білоруської мов є обов'язковим при розміщенні в Інтернеті інформації, зазначеної в підпунктах 7.1—7.4, 7.6 пункту 7 цього Регламенту.
У відповідних підпунктах згадується розміщення інформації:
- 7.1. Про державний орган та організацію.
- 7.2. Про роботу зі зверненнями громадян та юридичних осіб.
- 7.3. Про здійснення адміністративних процедур щодо юридичних осіб та громадян, у тому числі фізичних осіб-підприємців.
- 7.4. На товари (роботи, послуги), вироблені (виконані, надані) організацією.
- 7.6. Про форми зворотного зв'язку.

Станом на 2021 рік 17 з 25 кодексів Білорусі були доступні білоруською мовою в Інтернеті. 17 червня 2021 року Експертна рада з питань перекладу законодавства на білоруську мову затвердила 9 перекладів кодексів Білорусі:
- Кодекс про шлюб та сім'ю
- Виборчий кодекс
- Цивільний кодекс
- Житловий кодекс
- Трудовий кодекс
- Водний кодекс
- Земельний кодекс
- Кодекс про надра
- Кодекс судової системи та статус суддів.

На той час до складу Експертної ради входили представники державних та приватних університетів, а також 7 державних органів Білорусі: Адміністрація Президента, Національна академія наук, Палата представників, Міністерство юстиції, Міністерство культури, Національний центр законодавства та правових досліджень та Національний центр правової інформації.

## Граматика
Білоруська мова має всього, як і українська, 10 частин мови: 6 самостійних, 3 службові й одну особливу — вигук.

#### Загальні відомості
Білоруська є синтетичною флективною мовою. Білоруська мова характеризується розвиненою системою словотворчих засобів. Найбільш поширений афіксальний спосіб, заснований на використанні приростка, наростка, постфіксів і інтерфікси. Деякі форми в білоруській мові утворюються аналітично (буду чытаць «буду читати», больш прыгожы «красивіший»).
У білоруській мові виділяють десять частин мови, які поділяються на самостійні (паўназначныя), службові (непаўназначныя) і вигуки (паўназначныя).
До самостійних частин мови належать іменник (назоўнік), прикметник (прыметнік), числівник (лічэбнік), дієслово (дзеяслоў) з двома особливими формами: дієприкметник (дзеепрыметнік) і дієприслівник (дзеепрыслоўе), прислівник (прыслоўе) і займенник (займеннік). До дієслова також тісно примикає категорія станівнику (прэдыкатывы). У рамках повнозначних слів іноді виділяється група вказівних слів (указальныя), які не називають предмет, дію чи кількість, але тільки вказують на нього — це займенники, невизначено-кількісні числівники, деякі прислівники. Решта повнозначних слів, що позначають той чи інший предмет, процес, дію або кількість, називають знаменними (знамянальныя).
До службових відносять частини мови, які позначають відносини між предметами, процесами і ознаками. Це прийменник (прыназоўнік), сполучник (злучнік), частка (часціца) і дієслова-зв'язки (быць, стаць).
Описані категорії не охоплюють всього лексичного запасу білоруської мови, за межами наведеної систематики залишаються звуконаслідування (гукаперайманні), часто зближується з вигуками, а також модальні слова — методи модальної оцінки об'єктивної реальности (відаць, магчыма).

#### Іменник
Для іменника характерно узагальнене значення предметности. Іменник у білоруській мові має категорії роду, числа та відмінка. За лексичним значенням іменники поділяються на власні назви (уласнае імя) та загальні (агульнае імя). Є граматична категорія одухотворености.

#### Прикметник
Прикметник у білоруській мові позначає ознаку предмета і висловлює це значення в категоріях роду, числа та відмінка. Перераховані морфологічні категорії прикметника проявляються синтаксично та збігаються з морфологічними категоріями іменника, до якого належить цей прикметник. Залежно від характеру вираженої ознаки предмета та граматичних особливостей прикметники поділяються на якісні (якасныя) та відносні (адносныя).

#### Числівник
До числівника в білоруській мові належать слова, що позначають абстрактні числа, кількости та порядкові номери предметів при перерахуванні. У сучасній білоруській мові числівники можуть мати відмінні ознаки (Ту-104, Апалон-10 тощо).
Залежно від структури числівники поділяються на такі види:
- прості (простыя) — числівники, що мають один корінь (тры, тысяча);
- складні (складаныя) — числівники, які виражені словами, що складаються з двох основ (пяцьдзесят, семсот);
- складені (састаўныя), які виражені поєднанням двох і більше простих або складних числівників (дваццаць пяць, чатыры восьмыя, дзевяць цэлых і пяць дзесятых).

За своїм значенням числівники поділяються на три групи: кількісні (колькасныя), збірні (зборныя) і порядкові (парадкавыя).
Кількісні числівники — найбільш типова група числівників, виражає абстрактні числа, кількість одиниць або дрібних частин, кількість предметів при рахунку (шэсць, сем дзесятых, пяцьдзясят (турыстаў), шмат (начэй)). Дана категорія включає три групи числівників:
- виразно-кількісні (пэўна-колькасныя) числівники виражають точну цілу кількість одиниць або однорідних предметів. Даний тип числівників тісно пов'язаний із десятковою системою числення. Основний лексичний фонд виразно-кількісних числівників включає 36 слів: до його складу входять слова адзін (або його синонім раз, що використовується при рахунку), прості числівники два, тры, чатыры, пяць, шэсьць, сем, восем, дзевяць, дзесяць. Також простими є сорак і сто. За допомогою наростіків утворюються назви чисел другого десятка (адзінаццаць, дванаццаць), а також дваццаць і трыццаць. До складних належать числівники пяцьдзясят, шэсцьдзесят, семдзесят, восемдзесят, дзевяноста, а також позначення сотень: дзьвесце, трыста. Інші числівники є складеними (сто трыццаць сем). Функції виразно-кількісних числівників можуть виконувати слова тысяча та мільён, для позначення великих чисел використовуються терміни мільярд, трыльён, квадрыльён і подібні.
- невизначено-кількісні (няпэўна-колькасныя) числівники, які позначають неточну кількість. До них належать такі слова, як мала, многа, нямала, зашмат, абы-колькі і подібні. Значення невизначено-кількісних числівників у деяких випадках можуть набувати виразно-кількісні числівники (я яму сто разоў гаварыў), а в розмовній мові — слова процьма, безліч, багата.
- дробові (дробавыя) числівники позначають не цілі числа, але дробові і змішані величини (адна шостая, дзевяць і адна сотая, нуль цэлых і сем сотых). Майже всі дробові числівники є складеними, у яких кількість частин виражається виразно кількісними числівниками (дзьве сотыя), а назви частин — порядковими (дзьве сотыя). Також до дробових числівників відносять слова паўтара (паўтары) і паўтараста.

Збірні числівники в білоруській мові позначають конкретну кількість предметів як сукупність. Ця група представлена в білоруській мові десятьма словами: двое, трое, чацьвёра, пяцёра, шасьцёра, сямёра, васьмёра, дзевяцера, дзесяцера, абодва (абедзьве). За аналогією можуть бути утворені збірні числівники від інших кількісних числівників (дванаццацера, дваццацера), однак подібні слова не відповідають літературній нормі. Збірні числівники можуть субстантитуватися (іх было трое). Сферою вживання збірних числівників переважно є художні, публіцистичні та розмовні стилі мовлення.
Порядкові числівники позначають місце, номер предмета при перерахуванні (у пятым класе, на сотай вярсце). За значенням і характером творення порядкові числівники тісно пов'язані з виразно-кількісними. За граматичним і синтаксичним ознаками порядкові числівники практично не відрізняються від прикметників, у деяких джерелах вони розглядаються як кількісні прикметники.
Система словозміни числівників різноманітна. Майже всі білоруські числівники змінюються, деякі з них змінюються за родами і числами. Числівник адзін має форми всіх трьох родів, а також єдиного і множини (адзін — адна — адно — адны). Числівник два має форму жіночого роду (дзве). Числівники тысяча, мільён і мільярд змінються, як числівники. Числівники сорак і сто мають лише форми називного і знахідного (сарака, ста) відмінків. Числівник дзевяноста зберігає свою форму у всіх відмінках. В інших складних числівників при відмінюванні змінюються обидві частини:
| Відмінок  | пяцьдзясят    | дзьвесце   |
| --------- | ------------- | ---------- |
| Називний  | пяцьдзясят    | дзьвесце   |
| Родовий   | пяцідзесяці   | двухсот    |
| Давальний | пяцідзесяці   | двумстам   |
| Знахідний | пяцьдзясят    | дзьвесце   |
| Орудний   | пяццюдзесяццю | двумастамі |
| Місцевий  | пяцідзесяці   | двухстах   |

При відміні складових виразно-кількісних числівників відповідним чином змінюється кожне слово. Невизначено-кількісні числівники колькі, некалькі, столькі, гэтулькі змінюються, як прикметники у множині. Порядкові числівники змінюються, як прикметники. У дрібних числівників змінюються обидві частини, чисельник — як кількісний числівник, знаменник як порядковий. Числівник паўтара має форму жіночого роду паўтары, але не змінюється за відмінками. Збігається форма у всіх відмінків і у слова паўтараста.
Не всі лексичні одиниці, які мають числове значення, належать до числівників. Іменниками є слова двойка, тройка, пяцёрка, дзесятка, сотня, а також тузін (дванадцять одиниць), капа (шістдесят одиниць). Також до іменника відносять палавіна (палова), трэць, чвэрць, васьмушка і подібні.

#### Займенник
Займенник — частина мови, яка вказує на предмет, явище або дію, але не називає їх, а також слугує для вираження питання про них. Таким чином, займенник не має власного предметно-логічного значення і тим самим протиставляється класу знаменних слів.
Залежно від того, яку частину мови замінює займенник, їх класифікують так: займенниковий іменник (я, ты, хто, ніхто, нехта), займенниковий прикметник (мой, такі, гэты, які, якісьці, які-небудзь, усякі, ніякі), займенниковий числівник (колькі, столькі, ніколькі, колькі-небудзь) і займенниковий прислівник (калі, дакуль, дзесьці, дзе-небудзь). Межі безлічі слів, що вважаються займенниками, не є чітко визначеними, деякі лінгвісти (Потебня, Щерба) зовсім не виділяли займенник окремою частиною мови, інші (Виноградов) відносили до займенників тільки займенники-іменники. У шкільній практиці до займенників відносять займенникові іменники, прикметники і числівники.
За семантичними підставами займенники поділяють на такі розряди:
- особові займенники (асабовыя), виражають ставлення персони до того, хто говорить (я, мы, ты, вы, ён, яна, яно, яны);
- зворотний займенник (зваротны) (сябе);
- присвійні займенники (прыналежныя), вказують на приналежність предмета деякій особі (мой, твой, наш, ваш, свой, яго, яе, ix, розмовні іхні, ягоны, ейны, наскі);
- вказівні займенники (указальныя), які безпосередньо вказують на предмет або кількість предметів[45] (гэты, той, такі, гэтакі, гэтулькі, столькі, розмовне гэткі);
- означальні займенники (азначальныя), мають узагальнено-якісне або видільне значення (сам, самы, уся, усё, усе, увесь, усякі, кожны, іншы, інакшы, разговорное ўсялякі);
- питальні займенники (пытальныя), які висловлюють бажання мовця з'ясувати щось невідоме (хто?, што?, які?, каторы?, чый?, колькі?);
- відносні займенники (адносныя), вказують на відношення між підрядною і головною частиною складнопідрядного речення. Зовні збігаються з питальними займенниками і історично походять від них (хто, што, які, каторы, чый, колькі);
- заперечні займенники (адмоўныя), які вказують на повну відсутність предмета як суб'єкта або об'єкта дії (ніхто, нішто, ніякі, нічы);
- неозначені займенники (няпэўныя), позначають невідомі персони або невизначені предмети (нехта, нешта, некаторы, нечы, абы-хто, абы-які, абы-чый, хтосьці, хто-небудзь, разговорные якісь, хтось, што).

Неоднорідне відмінювання займенників: наприклад, хто і што не мають категорії роду і числа; не виділяється рід у особових займенників я, ты, мы, вы. Зворотний займенник сябе не має форми називного відмінка. При відміні багатьох займенників спостерігається суплетивізм: я — мяне, ён — яго тощо. Вказівні, присвійні, деякі питальні, відносні і означальні (які, каторы, кожны, усякі) займенники відмінюються як прикметник.
Вказівний характер значення займенників визначає і характер речень у яких займенник використовується. Такі речення є несамостійним, оскільки їх зміст може бути повністю зрозумілий тільки при наявності попереднього речення, у якому поняття (предмет, якість або процес) переданий повнозначних знаменним словом. Використання займенника пов'язує два речення в єдине синтаксичне ціле. Таким чином, займенник стає засобом зв'язку речень у тексті. У реченні займенники можуть бути підметом, присудком, означенням, додатком і обставиною.

#### Дієслово
Дієслово — знаменна частина мови в білоруській мові, що позначає процес, дія або стан і виражає їх через морфологічні категорії виду (трыванне), стану (стан), способу (лад), часу (час), особи (асоба), перехідности — непереходности (пераходнасць — непераходнасць) і повернености — безповоротности (зваротнасць — незваротнасць). Також білоруське дієслово має категорія числа (лік), а в минулому часі і в умовному способі — категорію роду (род).
Сучасна система форм дієслова в білоруській мові включає чотири розряду: особисті (відмінюється) форми дієслова, дієйменник, прислівник і дієприслівник. Серед спільних рис, характерних для всіх форм дієслова, можна відзначити спільність лексичного значення — так чи інакше виражений зв'язок із дією, однаковість синтаксичних зв'язків (спілаваць пілой, спілую пілой, спілуй пілой, спілаваны пілой, спілаваўшы пілой), наявність категорій виду і застави.

#### Прислівник
Прислівник у білоруській мові — це частина мови, яка позначає ознаку дії, якості або стану.
Залежно від характеру вираження лексичного значення прислівники поділяються на повнозначні слова (знамянальныя) і займенникові (займеннікавыя). Значення повнозначних слів у говірках характеризується конкретністю (добра, высока, нараўне, удваіх), тоді як займенникові прислівники мають узагальнене значення (па-мойму, па-свойму, тут, усюды, куды-небудзь, ніколі). Займенникові прислівники пов'язані своїм походженням з займенниками і поділяються на відповідні групи (особові, зворотні, вказівні, означальні, неозначні і заперечні).
За своїм значенням прислівники поділяються на обставинні (акалічнасныя) і якісні (якасныя), іноді також виділяється група якісно-обставинних (якасна-акалічнасныя) прислівників. До обставинних прислівників належать слова, що передають деякі обставини дії: прислівники місця (высока, здалёк, дзесьці, блізка), часу (вечарам, увосень, спачатку, давеку), причини (завошта, спрасоння, чамусьці) і мети (знарок, назло). Якісні прислівники позначають характеристику деякої дії або ознаки (аддана, звонка, інакш, нараўне, па-свойму). До якісних належать також кількісні прислівники (бягом, раптам, уброд). Група якісно-обставинних прислівників включає прислівники способу дії (бягом, раптам, уброд), порівняння (кулём, роем, па-брацку) і спільности (утрох, гуртам, оптам).
Прислівник — незмінна частина мови. Якісні прислівники, утворені від якісних прикметників, можуть мати форми звичайного (звычайная), вищого (вышэйшая) і найвищого (найвышэйшая) ступенювання.
Зі словотворчої структурі виділяють мотивовані і немотивовані прислівники. Мотивовані прислівники є похідними від слова, що відносять до іншої частини мови, і семантично пов'язані з ним (скраю, ціха, утрое, бегма, по-свойму). Невмотивовані прислівники є непохідними (дзе, сюды). Серед стратегій словотвору прислівника можна виділити афіксацію (префіксальний, суфіксальний і приставочно-суфіксальний способи), додавання (у тому числі з суфіксацією) і адвербіалізацію (наприклад, прислівник чуць походить від дієйменника, прислівники гледзячы, лежачы, сумуючы — від дієприслівників).
У словосполученнях залежні прислівники прилягають до головного слова, як правило — до дієслова (доўга ехаць), прикметника (вельмі прыгожы) або іншому прислівнику (празмерна страката). У реченні прислівник найчастіше виконує роль обставини (хутка ехаць). Якщо прислівник належить до іменника, він може виконувати роль означення (вёска злева). Субстантивовані прислівники також можуть бути підметом (прыйдзе светлае заўтра) і доповненнями (не дакучай сваімі «чаму»), окремі прислівники також можуть входити в складений іменний присудок (яна замужам).

#### Прийменник
Прийменник — службова частина мови в білоруській мові. За допомогою прийменників виражається зв'язок між головним і залежним словом у словосполученні з опосередкованим підрядним зв'язком.
Прийменники є незмінними словами, часто не мають наголосів. За своїм морфемним складом прийменники можуть бути розділені на прості (що складаються з однієї кореневої морфеми: а, аб, без, пра) і складні (складаються з декількох прийменників: па-за, паміж, паміма, з-па-над).
Значення прийменника визначається як синтаксичне відношення між головним і залежним компонентами словосполучення. За характером вираженого прийменника виділяють наступні категорії прийменників: просторові (прасторавыя), часові (часавыя), об'єктні (аб'ектныя), заміщені (замяшчальнасці), переходу з одного стану в інший (пераходу з аднаго стану ў другі, трансгрэсіўныя), міри та ступеня (меры i ступені), атрибутивні (атрыбутыўныя), розподільні (размеркавальныя, дыстрыбутыўныя), приналежности (прыналежнасці), генетичні (генетычныя), порівняльні (параўнальныя, кампаратыўныя), способу дії (спосабу дзеяння), причинні (прычынныя), мети (мэтавыя) і приблизністи (прыблізнасці).

#### Сполучник
Сполучник — службова частина мови, яка слугує для зв'язку синтаксичних одиниць (наприклад, словосполучень, частин складного пропозиції або незалежних пропозицій) і виявлення смислових і граматичних відносин між ними. Власного лексичного значення, граматичних категорій і форм зміни сполучників не мають.
За своїм походженням сполучники поділяються на похідні (вытворныя) і непохідні (невытворныя). До непохідних належать сполучники, що втратили зв'язок з іншими частинами мови і сприймаються як незалежні слова (а, бо, але, каб). Похідними називаються сполучники, утворені від інших частин мови: від займенників (што, таму), прислівників (як, калі), часток (ці, жа, быццам, нібы), дієслів (хоць, хай), іменників (раз), складних конструкцій (затым, таму што, тым часам як, з прычыны таго што.
За своїм складом сполучники поділяються на прості (однослівні: а, або, ды, і, й, каб) і складені (складаються з двох і більше слів, які утворюють функціонально-смислову єдність: таму што, у той час як).
За характером використання сполучники поділяються на три класи: поодинокі (адзіночныя), які не повторюються при однотипних синтаксичних складових (a, але, ды); повторні (паўторныя), які використовуються при кожному синтаксичному компоненті (то … то, ці … ці, не то … не то); парні (парныя) складові сполучники, частини яких належать до різних синтаксичних компонентів (калі … то, хоць … але, не толькі … але).
За функціональним значенням виділяють два класи сполучників: сполучні (злучальныя) і підрядні (падпарадкавальныя). Сполучні сполучники пов'язують рівноправні синтаксичні конструкції: однорідні члени речення, компоненти складносурядного речення, однорідні залежні частини складнопідрядного речення. Підрядні сполучники використовуються для зв'язку синтаксично нерівноправних компонентів.

#### Частка
Частка — неповнозначні слова, функція яких полягає у вираженні додаткових смислових і емоційно-експресивних відтінків значення. Частка не має власного яскраво вираженого лексичного значення, тому зазвичай семантика цих слів характеризується відповідною модифікацією значення одиниці мови. Виділяють три групи часток:
- виражають відтінки смислового значення: вказівні (вось, вун, гэта), визначально-уточнювальні (якраз, менавіта, чыста, сапраўды) і видільно-обмежувальні (толькі, хоць, выключна);
- виражають емоції і експресію: підсилювальні (нават, дык, ужо, ж) і окличність (вось, бач);
- виражають модальні і модально-вольові значення: ствердні (так, але), заперечна (не, ні, ані), питальні (хіба, ці, што за), порівняльні (быццам, нібы), виражають ймовірність (наўрад, наўрад ці, бадай). Також у цю категорію включають модально-вольові частки (бы, няхай, давай), які служать для утворення способу дієслів. Іноді їх виносять в окрему, четверту групу часток.

Більшість часток (аж, ажно, бы, вось, нават та інші) не мають фіксованої позиції в реченні і можуть переміщатися. Ступінь свободи часток різниться: наприклад, слова нават, няўжо, ды зазвичай не зустрічаються в кінці речення, оскільки найчастіше розміщуються перед мовною одиницею, що виділяється комунікативно за допомогою логічного наголосу. Серед часток, для яких характерна фіксована позиція в синтаксичної конструкції, зустрічаються як препозіційно, так і постпозіційно. Наприклад, стверджувальна частка так і заперечна не розташовуються спочатку предикативної конструкції. Проста, не, ні, ці, амаль розміщуються перед словом, до якого вони належать, а жа, такі, сабе — після нього.
Активне використання часток характерно для розмовного стилю мовлення, а також для художніх і публіцистичних текстів.

#### Вигук
Вигуки — частина, що виражає почуття і спонукання мовця. На відміну від повнозначних слів, вигуки не називають відчуття, але тільки сигналізують про них.
За своєю семантикою вигуки діляться на наступні категорії:
- емоційні, які висловлюють чуттєву оцінку навколишньої дійсности. Ця оцінка може бути як позитивною (згода, схвалення, задоволення, зачарованість: брава, слава богу, ура), так і негативної (глузування, осуд, недовіра: ай-яй-яй, тфу, эх). Багато емоційніх вигуків можуть висловлювати як позитивні, так і негативні емоції: ай, жах, божа мой;
- виражання волі (спонукальні, імперативні), що виражають прохання або наказ (гайда, стоп, марш), вимога уваги або тиші (ша, цсш, алё), прохання про допомогу (каравул), підкликання або відгін тварин (кось-кось, кыш);
- волеіз'явітельние (спонукальні, імперативні), що виражають прохання або наказ (гайда, стоп, марш), вимога уваги або тиші (ша, цсш, альо), прохання про допомогу (Каравул), підкликання або відгін тварин (кось-кось, киш);
- вигуки етикету, які виражають привітання, прощання, подяку, ввічливе звернення.

У тексті вигуки або виступають окремими реченнями, або займають ізольовану позицію всередині речення, не будучи його членом і не вступаючи в зв'язок з іншими словами. При переході вигуки в іншу частину мови вигук може грати роль головного або додаткового члена речення (підлягального: Грымнула магутнае «ура!»; сказаного: Там рыба — ого-го!; доповнення: пачуе ў лесе знаёмае «но!»).

### Словотвір
Білоруська мова характеризується розвиненою системою засобів словотвору. Похідні слова можуть утворюватися від однієї або декількох основ. Утворення нових слів від однієї основи може бути здійснено наступними способами:
- суфіксальний— додавання до основи наростка або наростка і закінчення (высокі — высок-а, жнуць — жн-ів-а);
- безафіксальний — окремий випадок суфіксації, що полягає в додаванні до основи нульового наростка і закінчення (скакаць — скок-∅-і);
- префіксальний — додавання до цілого слова приростка (фашыст— анты-фашыст, высокі — не-высокі);
- префіксально-суфіксальний— одночасне додавання до основи приростка і наростка з закінченням (мора — за-мор-ск-і);
- префіксально-безсуфіксальний — одночасне додавання до основи приростка і нульового наростка з закінченням (вус — бяз-вус-∅-ы);
- постфіксальний — додавання до слова постфікса (хто — хто-небудзь, збяру — збяру-ся);
- суфіксально-постфіксальний — одночасне додавання до слова наростка і постфікса (брат — брат-ац-ца);
- префіксально-постфіксальний — одночасне додавання до слова приростка і постфікса (хадзіць — на-хадзіц-ца);
- субстантивація — перехід прикметників і дієприкметників в іменники (вартавы, марожанае);
- ад'єктивація — перехід дієприслівників у розряд прикметників (рашаючы, рухомы).

Серед способів словотворення за участю кількох основ у білоруській мові відзначаються такі:
- складання — об'єднання основи першого слова і цілого другого слова без участі суфіксів. Між компонентами використовується інтерфікс, у тому числі нульовий. Наприклад: цар-звон, жалезабетон, глуханямы;
- складання з суфіксацієй — об'єднання двох основ в одне слово за допомогою інтерфікса і суфікса (байкапісец, сыраварня);
- складання з нульовою суфіксацієй — об'єднання двох основ в одне слово за допомогою інтерфікса і нульового суфікса (хлебароб, пустамеля);
- зрощення — злиття компонентів словосполучення в єдине ціле (глыбока паважаны — глыбокапаважаны, вечна зялёны — вечназялёны);
- абревіація — формування абревіатур (БелАЗ, медсястра).

Найбільшою продуктивністю відрізняється суфіксальний словотвір.

## Лексика
Білоруська мова за своїм лексичним складом генетично найближча до української мови, приблизно 84 % спільної лексики. Тому в білоруській та українській мовах є велика кількість слів зі схожим значенням і звучанням: аўторак «вівторок», ба́чыць «бачити», браха́ць «брехати», блакі́тны «блакитний», дзя́куй «дякую», надзе́я «надія», паважа́ць «поважати», пе́ршы «перший», свя́та «свято», хвілі́на «хвилина», хмарачос «хмарочос», шпак «шпак», шчы́ры «щирий» тощо.
Хоча є й фальшиві друзі перекладача, наприклад: вогнішча — укр. багаття, а бага́цце — укр. багатство, чи укр. галасувати — гу́чна крыча́ць, а галасава́ць — укр. голосувати.
Основний пласт лексики сучасної білоруської мови складають слова, що збереглися з часів праслов'янської, давньоруської та руської мов.
Приблизно з XIII століття білоруська мова формується і розвивається як самостійна мова. Власне білоруська лексика — слова слов'янського походження, що вживаються тільки в білоруській літературній мові: апошні «останній», ара́ты «орач», арэ́лі «гойдалка», асі́лак «силач», аске́пак «осколок, скалка; тріска», бу́сел «лелека», ве́тразь «вітрило», водгулле «відлуння», вокладка «обкладинка», волат «велетень», вонкавы «зовнішній, навколишній», вопратка «верхній одяг», гарла́чык «глечик», здань «примара», зні́чка «летюча зірка», золак «досвіток», зрэ́нка «зіниця», кра́ска «польова квітка», мала́нка «блискавка», навальні́ца «гроза», надвор'е «погода», не́руш «цілик; цілина; незайманий ліс», пяшчота «ніжність», се́йбіт «сіяч», сёлета «цьогоріч», скі́віца «щелепа», ся́бра «друг», сялі́ба «селище», це́мра «темрява».
Інтенсивні контакти з литовцями, зумовлені географічним сусідством і багатовіковим співіснуванням в одній державі, зумовили формування в білоруській мові унікального пласту лексики балтійського походження, як от:
- жуда́ «переляк, жах», жу́дасны «моторошний» (лит. žudyti «мордувати», «вбивати, мучити»);
- ке́шкацца «марудитися» (лит. teškentis «плескатися, забавлятися, замазуватися в калюжі»; або латис. kęskat «пожадливо їсти, бруднитися, вовтузитися», kęska «нехлюя»);
- крана́ць «торкатися, зачіпати», крата́ць «ворушити, чіпати, коливати» (лит. krutėti «рухатися», krutinti, krutnoti «рухати, чіпати, торкати»);
- крумка́ч «крук, ворон» (лит. kruñkti «крякати»);
- кухта́ль «стусан» (лит. kaukštelėti «стукнути»);
- лапаву́хі «клаповухий» (лит. lapaaũsis «клаповухий», «роззява»);
- лататы́ (даць) «драла (дати)» (лит. latati, latatai «вигук, що передає звук швидкого бігу»);
- летуце́ць «мріяти» (лит. lėtute «повільно», letutis «повільний», латис. lietuvēns «мара, привид, нечисть»);
- ля́па «пащека» (лит. lepa, lẽpas «писок, пащека»);
- мармоль «відлюдник» (лит. marmãlius «той, хто швидко і неясно, невторопно говорить»);
- мільга́ць «мерехтіти» (лит. merkti «жмуритися»);
- мірга́ць «моргати» (лит. mirgėti, mirguoti «миготіти, сяяти»);
- мурог «густа молода трава» (латис. mauragas «нечуйвітер звичайний», maurinš «мурава, лужок»);
- сві́ран «комора, амбар» (лит. svirna, svir̃nas «господарське приміщення, кліть»)[47].

Литовське походження мають деякі білоруські топоніми: Ашмяни, Гудогай, Жупраны, Юрацішкі, Лукша тощо.
Розвиток білоруської мови в умовах білорусько-польського двомовности протягом майже чотирьохсот років стало однією з причин великої кількости полонізмів у білоруській мові, особливо інтенсивно польська лексика запозичувалася після Люблінської унії і утворення Речі Посполитої. Польське походження мають такі слова, як блакітны, енчыць, слуп, наконт, сукенка, недавярак, відэльцы, знянацку, вяндліна, парэнчы, пэндзаль, дашчэнту. Через польську мову в білоруську проникли багато латинізмів і германізмів; з другої половини XVI століття в зв'язку з розширенням ролі латини в суспільному і культурному житті на території Білорусі білоруська мова збагатилася прямими запозиченнями. У сучасній мові латинське походження мають терміни, пов'язані з суспільно-політичної та соціально-економічної сфер життя, науки, освіти, мистецтва (адміністрацыя, дакумэнт, камісыя, сакратар, статут, арэнда, ганарар, каапэрацыя, кантракт, эканомія, мэдыцына, прафэсар, студэнт, экзамен, верш, колер, літара, нота, арнамэнт, тэкст, фабула). У XVI—XVII столітті з польського в білоруський проникли також слова італійського (капітан, карета, коўдра, лімон, палац, салату), французького (візіт, драгунів, канвою, карабін, марш, мушкет, партфель), чеського (брама, гарцаваць, каптур, мяшчанін) і угорського (гайдук, гусар) походження.
Германізми до білоруської лексики потрапляли через німецьких торговців, ремісників і військових фахівців, які запрошувалися у Велике Князівство Литовське. Серед сучасних германізмів білоруської мови слова, що належать до ремесел, будівництва, військової справи, торгівлі: кафель, сталь, штаба, майстар, кошт, фунт, ланцуг, ліхтар, бровар, цэгла, фарба, пляц, дах, крама, цэбар, цыбуля, варта, муляр.
У XIV—XVII століттях білоруську мову поповнювався лексикою тюркського походження в результаті контактів населення території Білорусі з представниками тюркських народів, а також через російську, українську і польську мови. З того часу збереглися тюркізми, що належать переважно до побутової сфері (аршын, атлас, барсук, барыш, каўпак, кафтан, харч, шаравары).

## Фонетика
Фонетика білоруської мови частково схожа на фонетику української мови, російської та польської.

### Голосні звуки
Вокалізм у білоруській мові представлений шістьма голосними фонемами:
| Підняття | Ряд      | Ряд      | Ряд    |
| Підняття | Передній | Середній | Задній |
| -------- | -------- | -------- | ------ |
| Верхній  | /i/      | /ɨ/      | /u/    |
| Середній | /ɛ/      |          | /ɔ/    |
| Нижній   |          | /a/      |        |

У білоруській мові наявні, як і в українській, 6 голосних звуків, які позначають літерами:
- Аа — МФА: [a], близький до українського /а/ (МФА: [ɑ])
- Іі — МФА: [i], як в українській мові
- Оо — МФА: [ɔ], як в українській мові
- Уу — МФА: [u], як в українській мові
- Ыы — МФА: [ɨ], близький до українського /и/ (МФА: [ɪ])
- Ээ — МФА: [ɛ], як в українській мові

Голосні записуються, як правило, за фонетичним принципом.

### Приголосні звуки
Система консонантизма білоруської мови нараховує 39 приголосних фонем, серед яких у залежності від джерела звуку виділяють дві групи: сонорні і шумні приголосні. Залежно від участи голосових зв'язок шумні приголосні додатково поділяються на дзвінкі і глухі. За способом утворення звуку шумні приголосні діляться на зімкнені, щілинні і зімкнено-щілинні (зімкнений звук переходить у щілинний). Сонорні приголосні, в свою чергу, виділяють носові, бокові і дрижачі, а також звуки /j/ і /w/, але вони не попадають ні в одну з названих груп.
| Ознаки       | Губні   | Губні     | Зубні/ Ясенні | Зубні/ Ясенні | Ретрофлексні | Ретрофлексні | Палаталізовані | Палаталізовані | Лабіовелярні / Задньоязикові | Лабіовелярні / Задньоязикові |
| Ознаки       | Тверді  | М'які     | Тверді        | М'які         | Тверді       | М'які        | М'які          | Тверді         | Тверді                       | М'які                        |
| ------------ | ------- | --------- | ------------- | ------------- | ------------ | ------------ | -------------- | -------------- | ---------------------------- | ---------------------------- |
| Носові       | /m/     | /mj/      | /n̪/           | /n̪j/          |              |              |                |                |                              |                              |
| Проривні     | /p/ /b/ | /pj/ /bj/ | /t̪/ /d̪/       |               |              |              |                |                | /k/ /g/                      | /kj/ /gj/                    |
| Африкати     |         |           | /t͡s̞/ /d͡z̞/     | /t͡s̞j/ /d͡z̞j/   | /ʈ͡ʂ/ /d͡ʐ/    |              |                |                |                              |                              |
| Фрикативні   | /f/ /v/ | /fj/ /vj/ | /s̪/ /z̪/       | /s̪j/ /z̪j/     | /ʂ/ /ʐ/      |              |                |                | /x/ /ɣ/                      | /xj/ /ɣj/                    |
| Апроксиманти |         |           | /ɫ̪/           | /ɫ̪j/          |              |              | /j/            |                | /w/                          |                              |
| Дрижачі      |         |           | /r/           |               |              |              |                |                |                              |                              |

В області приголосних звуків виділяються наступні фонетичні закономірності:
- Після голосних, апострофа, літери ў, розділового м'якого знака й на початку слів під пресуваннім літера і позначає звуки /ji/: Украіна — Укра/йі/на, вераб'і — вераб/йі/, салаўі — салаў/йі/, іней — /йі/ней;
- Палаталізовані /t̪j/ та /d̪j/ перетворюються на відповідні палаталізовані африкати /t͡s̞j/ і /d͡z̞j/: цябе (тебе), дзея (дія);
- Як і в російській мові, /t͡s̞/, /ʂ/ /ʐ/ стали твердими в усіх випадках: хлопцы (хлопці), мышы (миші), нажы (ножі). М'які /t͡s̞j/ і /d͡z̞j/ утворилися на місцях м'яких /t̪j/ та /d̪j/: жыццё (життя) дзесяць (десять);
- чергування парних дзвінких і глухих приголосних перед згодним, що мають протилежний характер дзвінкости-глухости. гры[п]кі — гры[б]а, лё[х]ка — лё[г]енькі, про[з]ьба — пра[с]іць, ка[з]ьба — ка[с]іць, сто[х]— ста[г]і, во[с] — ва[з]ы;
- перед м'якими приголосними парні тверді приголосні чергуються з відповідними м'якими приголосними: ра[з’]біць — ра[з]даць, к вя[с’]не — вя[с]на, д[з’]ве — д[в]а;
- чергування свистячих і шиплячих: [ш]шытак (сшытак), мые[c’]ся (мыешся);
- у кінці слова або перед приголосним звуки /v/, /vj/, /ɫ̪/ після голосних переходять у /w/: каро[ў]ка, каро[ў] — каро[в]а, паста[ў]лю — ста[в’]іць, шо[ў]к, во[ў]к;
- в офіційному правописі приголосні /n̪jn̪j/, /ɫ̪jɫ̪j/, /z̪jz̪j/, /s̪js̪j/, /d͡z̞jd͡z̞j/, /t͡s̞t͡s̞/, /ʐʐ/, /ʂʂ/, /ʈ͡ʂʈ͡ʂ/ у позиції між голосними насенне, голле, граззю, калоссе, суддзя, свацця, збожжа, узвышша, ноччу.

#### Наголос
Наголос у білоруській мові динамічний і вільний. Найбільш характерною особливістю наголошеного складу є протяжність голосного звуку. Наголошений склад може перебувати в будь-якій позиції від першого до останнього (ма́кавінка— паты́ліца— перане́сьці — засумава́ць), а також випадати на різні морфеми — корінь (ве́зьці), приросток (вы́везці), наросток (сьцяжы́нка), закінчення (вязу́). При словозміні наголос може переходити з однієї морфеми на іншу: дво́р — на двары́, вада́ — во́ды, хадзі́ць — выхо́дзіць.
Як правило, кожне знаменне слово білоруської мови має один наголос, проте в складних словах, що складаються з декількох основ, можлива поява другого, додаткового наголосу. Зазвичай побічний наголос менш виразний і падає на першу частину слова (мно'гакаляро́вы, ільно'валакно́). На відміну від російської мови, білоруські наголоси практично ніколи не падають з іменника на прийменник (на ваду́, за ву́ха), рідкісні винятки — за́ нач, со́ сну.
Наголос у білоруській мові може розрізняти слова за їх лексико-граматичним значенням (па́мяць «пам'ять» — памя́ць «пом'яти»), ка́ра «кара» — кара́ «кора», кава́лі «кували» (дієслово)— кавалі́ «ковалі» (іменник)), а також розрізняти форми слів (сушы́ць «сушити» (дієйменник) — су́шыць «сушить» (особиста форма), бра́там «братом» (орудний відмінок, однина) — брата́м «братам» (давальний, множина). За допомогою наголоси можлива передача додаткової емоційної (емфатичної) інформації.

#### Ортоепія
Закріплення ортоепічних правил білоруського літературної мови почалося в XX столітті. У кінці XIX білоруська мова ще не мала єдиної системи письма. Відповідно, були відсутні і строгі норми вимови, які сформувалися і закріпилися значно пізніше, ніж норми правопису. Основу нормативної вимови білоруського літературної мови становлять середньобілоруські говори, для яких характерні певні спільні риси (акання, дзекання і цекання, використання фрикативного /ɣ/ і короткого /w/, асимілятивну м'якість).
На розвиток норм усного мовлення вплинуло становлення білоруської орфографії, в якій багато правил засновані на фонетичному принципі і відповідають вимові. Певну роль зіграло і розширення сфери використання усного літературного мови: у 1920 році відкрився Білоруський державний театр у Мінську, в 1926 році — Другий білоруський державний театр у Вітебську, збільшилася чисельність навчальних і культурно-просвітницьких установ. До 30-х років XX століття відбулася стабілізація норм вимови білоруського усного літературної мови.

## Абетка
З радянських часів офіційно використовується лише кириличний білоруський алфавіт. Традиційний латинський алфавіт, що використовувався у Великому Князівстві Литовському, Російській Імперії та Білоруській Народній Республіці зараз використовується в основному за межами Білорусі в діаспорі, транслітерації імен і прізвищ, а також на деяких покажчиках і картах (зокрема, Google Maps). Білоруські татари використовували арабську абетку (докладніше дивись Кітаби).

Білоруська абетка має унікальну серед слов'янських народів літеру Ўў/Ŭŭ (звук /w/ також є в українській і польській мовах). У білоруській абетці немає літер ї, и, щ та ъ, однак вони записуються як і, ы, шч та апостроф (’) (після приставок, які закінчуються на приголосну, перед «е», «ё», «ю», «я», наголошеним «і». Після /b/, /v/, /m/, /p/, /f/, задньоязикових /ɣ/, /g/, /k/, /x/, зубних /d̪/ і /t̪/ і дрижачого /r/ перед літерами е, ё, і, ю, я). Також заборонена заміна літери «ё» на «е» в ортографії як у російській мові. Буквосполучення «дж» і «дз» вважаються диграфами. У класичному правописі також присутня рекомендована літера ґ, яка передає звук /g/ (буква г у білоруській передає звук /ɣ/).
| А а | Б б | В в | Г г | (Ґ ґ) | Д д | (Дж дж) | (Дз дз) |
| Е е | Ё ё | Ж ж | З з | І і   | Й й | К к     | Л л     |
| М м | Н н | О о | П п | Р р   | С с | Т т     | У у     |
| Ў ў | Ф ф | Х х | Ц ц | Ч ч   | Ш ш | Ы ы     | Ь ь     |
| Э э | Ю ю | Я я |     |       |     |         |         |

| A a   | B b | C c | Ć ć | Č č | D d   | Dz dz | Dź dź |
| Dž dž | E e | F f | G g | H h | Ch ch | I i   | J j   |
| K k   | L l | Ł ł | M m | N n | Ń ń   | O o   | P p   |
| R r   | S s | Ś ś | Š š | T t | U u   | Ŭ ŭ   | V v   |
| Y y   | Z z | Ź ź | Ž ž |     |       |       |       |

Відомий письменник, мовознавець-самоук Карусь Каганець розробляв власний проєкт алфавіту. Відомі білоруські мовознавці Язеп Льосік і Ян Станкевич у своїх пізніших працях запропонував зовсім іншу форму алфавіту з обов'язковою літерою ґ, яка функціонує у традиційному правописі як рекомендована, в офіційному її вживання не передбачено. У 1926 році під час академічної конференції з реформи білоруського правопису та абетки пропозицію замінити літеру э на літеру є, а літеру ы на літеру и було відхилено. Для більш детального розгляду пропозицій була створена Графічна комісія, яка вирішила замінити диграфи дз і дж сербськими літерами — ђ і ћ; замінити літеру й літерою j і використовувати її для позначення середньопіднебінного звуку /j/, залишаючи літери е, ё, ю, я лише для голосних звуків та м'якости попереднього приголосного звуку. Однак прийняті конференцією резолюції про реформу білоруського правопису та графіки не набрали чинности. Тоді почалась кампанії з розкриття націон-демократизму, і конференцію характеризували як з'їзд білоруських націоналістів та «контрреволюціонерів». Пізніше багато учасників були незаконно репресовані.
| Оо | Аа   | Ээ   | Бб | Ґґ | Гг | Хх | Дд | Ее | Ёё |
| Яя | ДЗдз | ДЖдж | Зз | Жж | Іі | Йй | Кк | Лл | Мм |
| Нн | Пп   | Рр   | Сс | Шш | Тт | Вв | Уу | Ўў | Фф |
| Ьь | Цц   | Чч   | Ыы | Юю |    |    |    |    |    |

## Правопис
Зараз поширені два правописи білоруської мови.
Офіційна ортографія (Наркомівка) була під час радянської влади наближена до російської мови, однак саме цей варіант вивчають у школі, тому більшість людей знайома саме з ним. Останню реформу офіційного правопису було проведено 2007 року (згідно з нею, замість Токіо і цяньшаньскі буде писатися Токіа і цяньшанскі).
Класична ортографія (Тарашкевиця) ґрунтується на граматиці Броніслава Тарашкевича (видана 1918 року, офіційно вживалася до 1933 року), та тому її часто називають тарашкевицею. Її було кодифіковано 2005 року, проте в документі є декілька неоднозначних рішень (наприклад, використання ў для передачі /w/ у запозиченнях, що створює винятки при використанні ў).
Класична ортографія передає асимілятивну м'якість приголосних (окрім /ɣ/, /g/, /k/, /x/, які записують як г, ґ, к, х), наприклад сьцяг, пісьменьнік, у той час як офіційна — тільки етимологічну — сцяг, але пісьменнік. Схоже правило існує і щодо подвійних м'яких приголосних /s̪j/, /z̪j/, /t͡s̞j/ /d͡z̞j/, сонорних /ɫ̪j/, /n̪j/, наприклад сёння — сёньня, наваколле — навакольле, развіццё — разьвіцьцё, вызваленне — вызваленьне. Такий підхід дає змогу використовувати менше літер для запису слова, проте робить записані слова подібними до російських. Часто офіційні варіанти запозичено з російської мови, а класичні — з польської, литовської чи інших європейських мов.
У класичній ортографії присутня необов'язкова літера «Ґ», яка передає вибуховий звук /g/ в білоруській мові; транслітерація літер «la», «lo» і «lu» як «ля», «лё» і «лю» наприклад аэраплян, глёбус, мэталюргія, окрім англіцизмів; послідовне передавання «β» як «б», а «θ» як «т», наприклад Арабія, бібліятэка, міталёгія; транслітерація дифтонгу /eu/ через «эў» («еў», «яў»), наприклад Эўропа; транслітерація «tr» і «dr» через -тар, -дар: літар, цэнтар, Аляксандар.
Зубні приголосні /d̪/, /t̪/, /s̪/, /z̪/ перед передніми голосними /ɛ/, /i/ в офіційному правописі в основному тверді /t̪/ і /d̪/, а /s̪/ і /z̪/ вимовляються м'яко, наприклад: дыван, тыгр, сігнал, фізіка, казіно, апельсін. Однак у класисичному правописі звуки /s̪/, /z̪/ залишаються твердими на початку, а іноді і в середині слова, хоча в інших випадках /s̪/, /z̪/ передаються переважно м'яко: сыгнал, фізыка, казіно, апэльсін. Звуки /b/, /v/, /m/, /p/, /f/, /n̪/ перед голосними спереду /ɛ/ переважно м'які, наприклад: абанент, універсітэт, кабінет, метрапалітэн, музей, секцыя, пенсіянер, дэбет, а в класичному правописі в основному тверді: абанэнт, унівэрсытэт, кабінэт, мэтрапалітэн, музэй, сэкцыя, пэнсыянэр, дэбэт.
Окремо було зросійщені лексеми, наприклад географічні лексеми в класичному правописі, наприклад Менск, Ангельшчына, Вугоршчына, Нямеччына, Гішпанія, Летува й Расея в офіційному правописі стали Мінск, Англія, Венгрыя, Германія, Іспанія, Літва, Расія й інші. Це стосується як і лексем білоруського походження: адсотак → працэнт, адбывацца → тачыцца, вайсковы → воінскі, іменна → менавіта, скасаваць → адмяніць, скласьці → саставіць, рабунак → грабеж, умова → варунак, намаганьні → высілкі, так і лексем іншомовного походження: пасол → амбасадар, фактар → чыньнік, карта → мапа, вадзіцель → кіроўца, асцерагацца → апасацца, гераізм → доблесць, угода → здзелка, цягнік → поезд та інші.
Іноді можна зустріти також граматичні відмінності, наприклад, у класичному варіанті можна утворювати синтетичну форму майбутнього часу «рабіцьму» замість аналітичної «буду рабіць» та інші відмінності.

### Фонетика та ортографія
| Офіційний | Класичний |
| Алфавіт | |
| Літера «ґ» відсутня. Цікаво, що в літературній білоруській мові вибуховий звук /g/ (і його м'який еквівалент /gʲ/) вимовляється в білоруських звукосполученнях /z̪g/, /d͡z̞g/, /d͡ʐg/: анэк(ґ)дот, вак(ґ)зал, пак(ґ)гаўз, во[зґ]ры, ма[зґ’]і, ро[зґ’]і, абры[зґ]лы, бра[зґ]аць, пляву[зґ]аць, вэ[дзґ]аць, [джґ]аць, эк(ґ)замэн, эк(ґ)сгумацыя і ў шэрагу пазычаньняў: [ґ]анак, [ґ]арсэт, [ґ]валт, [ґ]зымс, [ґ]онта, [ґ]узік, а[ґ]рэст, [ґ’]ер[ґ’]етаць, цу[ґ]лі, шва[ґ’]ер та інші, однак літери немає. Це дало початок реставрації у ХХ столітті вживання літери «ґ», яка вживалась у старобілоруській мові. У власних назвах із неслов'янською лексичною основою вибуховий /g/ традиційно вимовляється білоруською мовою як фрикативний /γ/; збереження /g/ у вимові не кваліфікується як порушення ортоепічної норми: [Г]арыбальдзі та [Ґ]арыбальдзі, [Г]рэнляндыя та [Ґ]рэнляндыя, [Г’]ётэ та [Ґ’]ётэ, [Г’]ібральтар і [Ґ’]ібральтар. | У версії нормалізації класичного правопису 2005 року є необов'язкова літера «ґ», яка позначає вибуховий звук /g/ при засвоєнні іноземних власних імен: Наприклад: Ґаза, Ґамбія, Ґент, Ґібральтар, Ґітлін, Аґра, Арлінґтан, Рэдынґ і т. д. Список - Аґра, Аґюст, Анґола, Арґентына, Арлінґтан, Аўґуст, Аўґсбурґ, Біґ-Бэн, Буґацьці, Бэкінґгэм, Бэрґгоф, Бэльґрана, Вашынґтон, Віктор Юґо, Вюртэмбэрґ, Гааґа, Гайдэльбэрґ, Ґай, Ґас, Ґаза, Ґабрыеля, Ґалац, Ґалюа, Ґамбія, Ґаўс, Ґасконь, Ґарыбальдзі, Ґалґота, Ґаяна, Ґейл, Ґелера, Ґервяты, Ґент, Ґёбэльс, Ґётэ, Ґгаты, Ґібральтар, Ґіём, Ґітлін, Ґотлянд, Ґоццы, Ґоя, Ґэлап, Ґэртын, Ґэры, Ґрандэ, Ґрэнобль, Ґрэнляндыя, Ґрэйвэз, Ґлазґа, Ґудўін, Ґянджа, Ірвінґ, Кіплінґ, Кройцбэрґ, Лэнґлі, Лонґ-Айлэнд, Люксэмбурґ, Майнінґен, Мэґі, Ніяґара, Пітаґор, Пітсбурґ, Пэдынґтан, Ролінґ Стоўнз, Руґен, Рэдынґ, Рэґенсбурґ, Турынґія, Тыніс Мяґі, Сіґітас Ґяда, Сійґ, Фоґель, Хэнэраль-Бэльґрана, Уґанда, Эбінґгаўз та ін. |
| Позначення асимілюючої ‘м'якости’ приголосних | |
| Скасувано позначення асимілятивного пом'якшення приголосних. Наприклад: зява, дзве, свет, снег, спевы, сфінкс, сцяг, бясснежны, бундэсліга, дыслякацыя, мюслі, радасць, расцьвісці, экслібрыс, на выспе, у зьмесце, Сміт, Сцяпан, Касцюшка, Лэслі, Шэкспір; звер, здзек, разбіць, спазніцца, у арганізме, на прызбе, пры спазме, Збігнеў, Звіяд, Зміцер; жалеззе й зялеззе, палоззе, бояззю, дробяззю, мяззе (ад мязга), повяззю; Вяззе, Падбярэззе; таксама ў корані: ззяць, заззяць, ззяньне; калосьсе, пераноссе, воссю, гуссю, рыссю; Палессе, зь Беларуссю; асяродздзе, судздзя, медздзю, моладздзю, роўнядздзю; Забродздзе, Лодздзю, Моўчадздзю; | Позначається м'яким знаком. (окрім г (ґ), к, х) Наприклад: зьява, дзьве, сьвет, сьнег, сьпевы, сьфінкс, сьцяг, бясьсьнежны, бундэсьліга, дысьлякацыя, мюсьлі, радасьць, расьцьвісьці, эксьлібрыс, на высьпе, у зьмесьце, Сьміт, Сьцяпан, Касьцюшка, Лэсьлі, Шэксьпір; зьвер, зьдзек, разьбіць, спазьніцца, у арганізьме, на прызьбе, пры спазьме, Зьбігнеў, Зьвіяд, Зьміцер; Схоже правило існує і щодо подвійних м'яких приголосних /s̪j/, /z̪j/, /t͡s̞j/, /d͡z̞j/, сонорних /ɫ̪j/, /n̪j/, виняток шиплячі /ʐ/, /ʂ/, /ʈ͡ʂ/ (замежжа, Падляшша, далеччу): 1. зялезьзе, боязьзю, дробязьзю, мязьзе (ад мязга), повязьзю; Вязьзе, Падбярэзьзе; таксама ў корані: зьзяць, зазьзяць, зьзяньне; 2. калосьсе, восьсю, рысьсю; Палесьсе, зь Беларусьсю; 3. асяродзьдзе, судзьдзя, медзьдзю, моладзьдзю, роўнядзьдзю; Забродзьдзе, Лодзьдзю, Моўчадзьдзю; Асимілятивне пом'якшення поширюється на прийменники з, без/бяз, праз, цераз: зь вераю, бязь сьлёз, празь лес, церазь сетку; зь юнаком, бязь іх, празь ёрмы, церазь яліну; зь Інаю, бязь Янкі, празь Ельню, церазь Юрмалу. |
| Фонетичний принцип у правописі | |
| Здебільшого обмежені ненаголошеними голосними. Наприклад: механізм, стагоддзе, не толькі, тэатр; | Поширений, у тому числі на приголосні та на стику морфем. Наприклад: механізам, стагодзьдзе, ня толькі, тэатар; |
| Транслітерація запозичених слів | |
| Транслітерація літер «la», «lo» і «lu» | |
| Транслітерація /ɫ̪/ переважно тверда. Наприклад: галантарэя, глобус, парламент, плагіят, план, логіка, лампа, мэталургія, навела, Платон; Справа в тому, що в польській мові саме проста буква L — позначає м'який звук, а буква Ł — твердий. А серед мов із латинським алфавітом при запозиченні слів написання їх прийнято не змінювати. Тому вище зазначені слова польською мовою пишуться як Lampa, Parlament, Plan, а ці слова до руської мови були запозичені з польської мови. У 1933 р. вчені Інституту мовознавства назвали пропозицію про введення цих норм «тенденціями Великої Держави», вказавши, що це характерна російська вимова. | Транслітерація м'якого /ɫ̪j/ у словах західноєвропейського походження, за винятком більшости англіцизмів. У запозиченнях з інших мов він транслітерується залежно від твердости або м'якости звуку мовою-джерелом. Наприклад: акуляры, аэраплян, балянс, галянтарэя, глёбус, глядыятар, парлямэнт, плягіят, плян, лёгіка, лябараторыя, ляўрэат, мэталюргія, навэля, Плятон; Список - [l̪a]: ля, ляванда, лязарэт, лякмус, лягуна, ляк, лякуна, лямбда, лямец, лямпа, лямус, ляпіс, ляпсус, лярва, лясьён, ляўрэат, ляфэт, акуляры, атлянт, бакаляўр, баляда, бляндынка, блянк, бляха, глядыёлюс, глядыятар, глязура, глянды, глянец, друшляк, дэклярацыя, дэфіляда, клявіш(а), клямка, кляса (ад classis ж. р.), клясык, кляштар, макулятура, плябан, пляга, плягіят, пляж, плязма, плякат, пляма, плян, плянэта, -пляст, плястылін, плятформа, пляц, пляцдарм, пляцкарта, пляцэнта, пляшка, стэляж, табуляцыя, шкарлятына, шлягбаўм, шляга, шлягер, шлямбур, шлянг, шляфрок; [l̪ɔ] лёгіка, лёджыя, лёжа, лёзунг, лёк, лёкай, лёс, лёцман, лёх, алькалёід, балён, блёк, глёбус, паліглёт, дыплём, калёквіюм, клёш, плёмба, рулён, салён, тубэркулёз, фальклёр, філёзаф, флёксы, флёр, флёра, флёт, хлёрка, цэлюлёза; [l̪u]: люза, люідор, люк, люкс, люмбага, люмпэн, люнатык, люпа, люстра, люстрацыя, люцэрна, алюр, аншлюс, блюза, блюзьнер, вэлюм, глюкоза, плюралізм, плюс, рэвалюцыя, салют, флюарэсцэнцыя, флюгер, флюід, флюс, шлюз, шлюп; З твердим /ɫ̪/ у більшості англіцизмів: лава (маґма), ладан, лама (жывёла), ланцуг, лаціна й аднакаранёвыя, лотра, лубін, блазан, блакіт, блат, клон, палац, салата; балт, болт, гвалт, залп, катафалк, малпа, кшталт, салдат, фалда; Балтыка, Лазар, Ларыса; |
| Транслітерація літер β («бета») та θ («тета») у грецизмах | |
| Передавання частково «β» як «в», а «θ» як «ф» (так зване «читання Ройхліна»), і частково «β» як «б», а «θ» як «т» (так зване «читання Еразма»). Наприклад: абат, алебастр, араб, Аравія, базіліка, бібліятэка, базальт, Вавілон, варвар, Варвара, Візантыя, вакханалія, Віфлеем, д'ябал, сімвал, Фавор, Фівы, Херувім; арфаграфія, Афіны, дыфірамб, міф, Мяфодзій, матэматыка, Піфагор, рытм, тэатр, тэалогія, тэорыя, Фавор, Фесалія, Фівы, эфір, Эфіопія; З одного боку /f/ був введений у білоруську мову разом із іноземними словами досить давно і зараз використовується в білоруських діалектах; з іншого боку, важко чітко сказати про ту чи іншу вимову звуків у стародавніх мовах, і сучасна проблема в мові полягає не у вимові окремих слів, а у пошуку спільної традиції письма, на яку в Білорусі вплинули різні системи письма. Франциск Скорина, один із перших видавців у Східній Європі, у своїх книгах використовував як реуклінівську, так і еразмійську системи, хоча реухлінівська вимова більш широко використовувався Скориною. Приклади: Ѳедосий, Ѳемианъ, Матѳеи, Есѳеръ, Іюдиѳъ, Руѳь слід читати з /f/, але слова аритметика, темианъ, Їюдитъ слід було читати з ⟨т⟩. | Послідовне передавання «β» як «б», наприклад: абат, альфабэт, алябастар, Амбон, араб, базіліка, бібліятэка, базальт, Бабілён, барбар, Барбара, Барталамей, базылянін, бакханалія, габрай і габрэй, д'ябал, лямбда, сыбіля, сымбаль, рабіт, Табор, Тэбы, Херубім; Арабія, Арабійская пустэльня, Бізантыя, Лібан, у біблійному значення: амброзія, Абэль, Бабілён, Біблія, Бэтлеем і похідні батлейка, Рэбэка; Та послідовне передавання «θ» як «т», наприклад: альгарытм, артаграфія, артадокс, артапэд, арытмэтыка, Атон, Атэны, Барталамей, Барыстэн, Бэтлеем, бібліятэка, дытырамб, Дэмастэн, Карынт, катэдра, лягарытм, маратон, Марта, матэматыка, метад, міт, мітычны, міталёгія, Мятод, патас, патэтыка, Пітагор/Пітаґор, рытм, тэатар, тэалёгія, тэорыя, Тэсалія, этэр, Этыёпія, проте рыфма; автори академічних мовних проєктів 1930 і 1933 рр. пропонували дотримуватися цієї норми. транслітерація «β» як «б» та «θ» як «т» також використовувалась у старобілоруській мові в XV—XVII століття (дьѧбл-, дѧбл-, барбар(ъ); аритметыка, ѡртокграѳеѧ), а також білоруською мовою XIX столітті (дьябал(ъ), сымболь). |
| Транслітерація грецького дифтонгу «ευ» та латинського дифтонгу «eu» | |
| Частково через «эў», частково через «еў»: Наприклад: Еўрыпід і Эўрыпід, але тільки Еўропа; эўкарыёт, эўфанія, але эйфарыя; ляўконія, але лейкацыт; | Послідовно передавання дифтонгу /eu/ через «эў» («еў», «яў»): Наприклад: Эўрыпід, Эўропа, эўкарыёт, эўфанія, эўфарыя, ляўконія, леўкацыт; |
| Транслітерація «tr» і «dr» | |
| У запозиченнях із кінцевим tr, dr пишуться -тр, -др: алябастр, аркестр, літр, мэтр, монстр, пэдыятр, пюпітр, рэестр, сэквэстр, тэатр, цэнтр; алеандр, дэкаэдр, скафандр, сыдр, цыліндр, Аляксандр; | У запозиченнях замість кінцевого tr, dr відповідно до вимови пишуться комбінації -тар, -дар: алябастар, аркестар, літар, мэтар, монстар, пэдыятар, пюпітар, рэестар, сэквэстар, тэатар, цэнтар; алеандар, дэкаэдар, скафандар, сыдар, цыліндар, Аляксандар. Якщо при зміні слова або в похідних словах ці поєднання з'являються перед голосною, складова зникає: кадар — кадраваць, кадастар — паводле кадастру, мэтар — сто мэтраў, пэдыятар — пэдыятрыя, спэктар — спэктральны, сэмэстар — у сэмэстры, фільтар — бязь фільтра, фэтар — фэтравы. - У нетрадиційних власних назвах tr, dr пишуться без голосного: Нотр-Дам, Сартр. - У деяких запозиченнях голосна між т/д і р — не вставляється, тому вона зберігається незалежно від того, який звук — чи приголосний — стоїть за р: арандатар — арандатара, дырэктар — дырэктара; амбасадар — амбасадара, кондар — кондара. |
| Зубні приголосні /d̪/, /t̪/, /s̪/, /z̪/ перед передніми голосними /ɛ/, /i/ | |
| В основному підтримується твердість /t̪/, /d̪/, а /s̪/, /z̪/ вимовляється м'яко. Наприклад: дыван, тыгр, сігнал, фізіка, казіно, апельсін; У 1957 році було введено м'яку вимову ⟨д⟩, ⟨т⟩ перед закінченнями -ін, -ір, -ёр, -еец, -ейскі в офіційній мовній нормі: каранцін, камандзір, акцёр, гвардзеец, індзейскі, що завжди вимовляються твердо. | В основному зберігається твердість /d̪/, /t̪/. Звуки /s̪/, /z̪/ залишаються твердими на початку, а іноді і в середині слова; в інших випадках /s̪/, /z̪/ передаються переважно м'яко. Наприклад: дыван, тыгр, сыгнал, фізыка, казіно, апэльсін; Список - дыван, дывізія, дыета, дызайн, дызэль, дыскусія, дыхтоўны, дыярама, індыкт, нэадым, радыска, сындыкат; індык, мэдык, мэдыцына, мэдычны, сынодык; бандыт, крэдыт, эрудыт; Дыжон, Дыкенз, “Дынама”, Дыяна, Адыс-Абэба, Кандыд, Мобі Дык, Сардынія, Туцыдыд, Эдып; тыгр(а), тыльда, тыран, тытла, тытры, тытул, тыфус, артышок, бастыён, дыптых, мартыралёг, пасатыжы, прэстыж; агностык, аналітык, антысэптык, аўтэнтык, батык, бутык, люнатык, мастыка, містыцызм, нэўратычны, оптык, палітык, паралітык, плястычны, практыцызм, сыноптык, тэарэтычны; інтым, сантым; апэтыт, атыт, мастыт; Тыбэт, Тыльжа й Тыльзыт, Тырана, Тымор, Арктыка, Атлянтыда, Атыла, Матыльда; зыгзаг, зыгота, мінэзынгер, фтывазыд; музыка, м’юзыкал, рызыка, фізык; халензым, энзым; візыт, дэпазыт, кампазытар, керамзыт, паразыт, транзыт; Зыгмунт, “Зынгер”, Ізыда, Нэмэзыда, Сызыф; сыгнал, сыгнэт, сыдар, сылікатны, сымфонія, сынод, сынонім, сынхронны, сыроп, сыстэма, сытуацыя, псыхалёгія; аксыд, пэрсыдзкі; клясык, клясыцызм, клясычны, лексыкон, таксычны; максымум (але: Максім); баксыт, эпаксыт; Сыднэй, Сылезія, Сыцылія, Сымон. У некаторых пазычаньнях з, с замацаваліся: – як цьвёрдыя, і пасьля іх пішацца ы: кармазын, кузына, магазын, разынкі, экзыль; – як мяккія, і пасьля іх пішацца і: кракадзіл, лаціна й вытворныя, пэрсік, сальцісон, сілас; Бураціна, Ціт (але Тытус); у т. л. з прычыны пазьбяганьня аманіміі: Дзіна (імя) – дына (адзінка вымярэньня), сіці – сыты, сыці (ад сыць ‘сытасьць; спажыва’ й ‘сьнітка’); цік (мэдычны тэрмін; тканіна; дрэва) – тык (ад тыкаць). В іншомовних суфіксах слів зі слов'янською твірною основою зазвичай пишуть і: гусіт, пабядзіт, хвасьцізм, хвасьціст. |
| /s̪/, /z̪/, /b/, /v/, /m/, /p/, /f/, /n̪/ перед голосними спереду /ɛ/ | |
| Переважно м'які варіанти. Наприклад: абанент, універсітэт, кабінет, метрапалітэн, музей, секцыя, пенсіянер, дэбет; У 1933 р. вчені Інституту мовознавства назвали пропозицію про введення цих норм «тенденціями Великої Держави», вказавши, що це характерна російська вимова. | В основному тверді варіанти. Наприклад: абанэнт, унівэрсытэт, кабінэт, мэтрапалітэн, музэй, сэкцыя, пэнсыянэр, дэбэт; Список - абанэнт, аргумэнт, брызэнт, дакумэнт, камплімэнт, парлямэнт, пэргамэнт, рэглямэнт, сакрамэнт, тастамэнт; Вінцэнт, Сэнт-Вінсэнт; але: момант; абвэр, бульдозэр, буфэр, бэльвэдэр, вінчэстэр, грэйдэр, дызайнэр, кампостэр, катэр, кратэр, лідэр, обэр-, піянэр, рэвалюцыянэр, сканэр, трэнэр, шофэр; Картэр, Ма´нчэстэр, Ошэр, Роджэр, Ройтэр, Фішэр; дэбэт, катэт, партаманэт, унівэрсытэт, эпітэт; Самэрсэт; ― у кінці невизначених слів (крім позиції після к, л): андантэ, галіфэ, кабэрнэ, кашнэ, пэнснэ, па-дэ-дэ, рэбэ, рэнамэ, фрыкасэ, шымпанзэ, эсэ; Бізэ, Гамкрэлідзэ, дэ Кастэр, Кандэ, Мао Дзэ-дун, Маснэ, Шэварднадзэ; |
| Поєднання /j/ з голосними | |
| В основному передається з установчим /j/, але в той же час існує багато виняків. Наприклад: маёр, Нью-Йорк, езуіт, маянэз, майя Правила білоруської ортографії та пунктуації в 2008 році закріпили більш послідовну передачу /j/. Наприклад: Нью-Ёрк, мая, однак трыа, радыус, іон. Винятки були пов'язані з написанням відповідних слів у російській мові.. | Послідовно через /j/. Наприклад: маёр, Нью-Ёрк, езуіт, маянэз, мая, трыё, радыюс, іён. |

### Морфологія
| Офіційний | Класичний |
| Використання словотворчого форманта -ір-/-ыр- у дієсловах із запозиченими основами | |
| Збережено у словах, запозичених із російської мови. Наприклад: фарміраваць, санкцыяніраваць, замаскіраваць, буксіраваць, камандзіраваць, суміраваць; Старобілоруська мова, білоруські діалекти та білоруські словники 20-х років не знають дієслів на -іраваць, вперше ця конструкція з'явилася в зросійщеному словнику Олександровича, виданому в 1937 році. Як зазначав Мікалай Василевський, у білоруській літературній мові немає жодного прикладу, щоб за допомогою -ірава- дієслова утворювались із власне білоруської основи.                    | Переважна більшість запозичених дієслів вживається без форманта -ір-/-ыр-, нехарактерного для білоруської мови, і використовується переважно у випадках, коли слід уникати омонімії. Наприклад: фармаваць, санкцыянаваць, замаскаваць; шпацыраваць (від слова шпацыр), буксаваць — буксіраваць (від буксір), камандаваць — выпраўляць або дэлегаваць, сумаваць — падсумоўваць; Давня загальнослов'янська модель, розширена старобілоруською мовою, включаючи утворення дієслів від запозичених слів |
| | Поширення безсуфіксальної моделі утворення іменників. Наприклад: выступленне → выступ, наступленне → наступ, спадзяванне → спадзеў; |
| Використання суфіксів -нік/-шчык у професійних іменах людини | |
| Поширення суфіксів -чык/-шчык: Наприклад: закупшчык, перавозчык; Як зазначав Юрій Пацюп, суфікс -щик набув масово поширення за радянських часів і наблизив білоруську мову до російської. | Поширення лише суфіксу -нік: Наприклад: закупнік, перавозьнік; Ще в XIX ст. суфікс ''-ник '' (''-льник''), безсумнівно, переважав у формуванні професійних назв. |
| Система словозміни | |
| Для іменників чоловічого і середнього роду місцевому відмінку множини допустимі тільки флексії -ах, -ях. Наприклад: у лясах, у палях; За словами Станіслава Станкевича, флексії -ах, -ях як властиві російській мові були штучно введені в 1933 році замість флексій -ох, -ёх, характерних для білоруської мови. | Флексії -ах, -ях іменників чоловічого і середнього роду місцевому відмінку множини можуть змінюватися на -ох, -ёх, однак, допустимі обидва варіанти. Наприклад: у лясах — у лясох, у палях — у палёх; |
| | |
| У родовому відмінку множини іменників жіночого роду характерні закінчення -ей. Наприклад: магчымасцей, цяжкасцей, сувязей Але іменники з наголосом на основі також можуть вживатися із закінченням -яў: Наприклад: сенажацей і сенажацяў, скроней і скроняў; На думку С. Станкевича, закінчення -ей є характерною ознакою російської мови, на відміну від закінчення -яў, характерним для білоруської мови. | У родовому відмінку множини іменників жіночого роду характерні закінчення -яў. Наприклад: магчымасьцяў, цяжкасьцяў, сувязяў; |
| | |
| Поширене використання флексії -а родового відмінка однини 2-ї відміни. (У назвах живих іменників чоловічого роду). Наприклад: вожыка, вужа. Неживі іменники залежно від значення мають закінчення -а(-я) чи -у(-ю): Наприклад: завода, інстытута, сацыялізму, абеду. Географічні та астрономічні назви застосовуються із закінченням -а(-я): Наприклад: Мінска, Полацка. Як зазначає Павло Сцяцько, бажання розділити словоформу на дві частини, надавши одному з них «конкретизований» відтінок і закріпивши за ним закінчення -a, руйнує мовну норму. | Обмежене використання флексії -а родового відмінка однини 2-го відмінювання на користь флексії -у. Наприклад: заводу, інстытуту, сацыялізму, абеду, Менску, Полацку; Широке використання закінчення -у серед різних типів іменників чоловічого роду (іменники, збірні, дієслівні, з часовим та просторовим значенням, назви організацій та установ, географічні назви тощо) зафіксовано в білоруському мовленні.                                                                                    |
| | |
| Використання тільки складного майбутнього часу. Наприклад: буду рабіць, будзем рабіць; Форма простого майбутнього часу була виключена з білоруської мови реформою 1933 року | Допустиме розширення форми майбутнього часу формою простого майбутнього часу, характерною для південно-західних діалектів. Наприклад: буду рабіць — рабіцьму, будзем рабіць — рабіцьмем; |
| У рідному відмінюванні множини іменники першої відміни мають закінчення -аў, — яў — на основі злиття приголосних або з подовженням приголосних в основі: Наприклад: адозва — адозв-аў, ванна — ванн-аў. Деякі іменники 2-ї відміни у множині вживаються з варіантними закінченнями: Наприклад: туфель — туфляў, валёнак — валёнкаў, азёр — азёраў, дрэў — дрэваў. | Розширення флексії -оў родового відмінка множини. Наприклад: словы — слоў → словаў, мовы — моў → моваў; |
| | Можливе використання в орудному відмінку однини в парадигмі 3-го схиляння флексії 2-ї відміни. Наприклад: Беларусьсю — Беларусяй, з маці — з мацерай; |
| | Можливе використання в формах місцевого відмінка однини 1-го відмінювання флексії -у. Наприклад: у цені — у ценю, у Фаўстусе — у Фаўстусу. |

### Синтаксис
Відмінності здебільшого існують у прийменниках.
| Офіційний | Класичний |
| Зміни в конструкціях із прийменником па | |
| Варіантне (па + давальний або місцевий відмінок). Приклади: па футболу — па футболе, па вызваленню — па вызваленні;                                                                 | Уніфіковане (па + місцевий відмінок). Приклади: па футболе, па вызваленьні;                                                   |
| Вибір прийменників | |
| Зосередження на російському синтаксисі, включаючи надмірне використання прийменника па Приклади: па мясцоваму часу, па запрашэнню, камітэт па справах, па прычыне, але пасля вайны. | Використання білоруських моделей: Приклади: паводле мясцовага часу, на запросіны, камітэт у справах, з прычыны, але па вайне. |
| У білоруській мові існує велика синонімія прийменникових конструкцій, викликана значною різницею між східними і західними білоруськими діалектами.                                  | |

### Лексокологія
Відмінності в лексикології мають характер оцінки конкретного використання в окремих випадках, але, як правило, залежать від вибору словникового запасу самими носіями мови. Вибір ортографії тут відіграє досить незначну роль, і наведені нижче особливості, у широкому розумінні, можуть використовуватися носіями мови незалежно від використовуваної ортографії.
| Офіційний | Класичний |
| Географічні назви | |
| У білоруську мову було введені російські топоніми перероблені на білоруський манер. Приклади: Мінск, Англія, Брэст, Венгрыя, Германія, Гродна, Еўропа, Іспанія, Літва, Маладзечна, Навагрудак, Расія, Эфіопія й інші. | Збереження історичних топонімів: Приклади: Менск, Ангельшчына, Берасьце, Вугоршчына, Нямеччына, Гародня, Эўропа, Гішпанія, Летува, Маладэчна, Наваградак, Расея, Этыёпія й інші.                                                                    |
| Лексеми іншомовного походження | |
| У результаті зросійщення Білорусі в білоруську мову, що застосовувалась у БРСР, було введено значну кількість російської лексики. Приклади: асцерагацца → апасацца, гераізм → доблесць, угода → здзелка, цягнік → поезд; | А. Пацехіна стверджує, що з метою звільнення білоруської мови від росіянізмім активізується запозичення з польської мови, причому необов'язково польських лексем. Приклади: пасол → амбасадар, фактар → чыньнік, карта → мапа, вадзіцель → кіроўца; |
| Лексеми білоруського походження | |
| Введення слів із білоруським корінням, але структурою російської мови, до білоруської мови, що використовується в БРСР, а також заміна значень білоруських слів значеннями, подібними за звучанням до слів російської мови. Приклади: адсотак → працэнт, скасаваць → адмяніць, скласьці → саставіць, рабунак → грабеж, вайсковы → воінскі. Значна частка білоруської лексики зникла зі словників, виданих за реформою 1933 року; у різних випадках залишали слова, присутні в російській мові. | На думку А. Пацехіної, відбувається заміна деяких споконвічно білоруських лексем. Приклади: адбывацца → тачыцца, умова → варунак, намаганьні → высілкі, іменна → менавіта.                                                                          |

## Українсько-білоруські міжмовні зв'язки

Українсько-білоруська мовна межа за даними мовознавців

Українсько-білоруські мовні контакти розпочалися ще в період Русі в результаті тісних взаємин протобілоруських племен із полянами і Києвом. Такі контакти стали постійними у XIV — XVII ст. в рамках спільної українсько-білорусько-литовської держави — Великого князівства Литовського, в якій державною літературно-писемною мовою була спільна білорусько-українська писемна мова.
Збагачення української писемної практики білорусизмами найактивніше відбувалося саме в цей період. Окремі слова та вирази, які в білоруських виданнях іноді відбивалися непослідовно, в українській писемності стали літературною нормою (присегнути, седечи, ездечи, навезати, понеделокъ тощо). Велику роль у цьому процесі відіграла перекладацько-видавнича діяльність білоруського першодрукаря Франциска Скорини. Його переклади на «просту мову» біблійних книг з оригінальними передмовами й післямовами поширювалися також в Україні і стали зразком для наслідування українськими книжниками XVI ст. (Василь Жугаєвич із Ярослава, Лука Тернопільський та ін.). У результаті творчого розвитку скорининських традицій в Україні з'явилися перекладені «на мову рускую» Пересопницьке Євангеліє (1556—1561), Крехівський Апостол (1563—1572), Євангеліє Негалевського (1581) тощо. Елементи білоруської мови проникли навіть в Острозьку Біблію (1581).
В українських інтермедіях XVII—XVIII століть зустрічається персонаж «Литвин», який говорить білоруською мовою.
Українська мова запозичила такі білоруські слова, як бадьорий, дьоготь, жлукто тощо. У свою чергу, старобілоруська писемність збагачувалася шляхом проникнення до неї деяких специфічних рис української мови. Український вплив на білоруську писемність поступово посилювався в XVII ст. (у «Лексиконі» Памва Беринди 1653 р., виданому Кутейнською друкарнею під Оршею у Білорусі, слова подано згідно з українською вимовою — цікаво те, що в київському виданні 1627 р. ці слова подані за традиційною церковнослов'янською ортографією: досить — досыть, жолтѧныца — жолтяница, цилитель — цѣлитель тощо).
Нова хвиля українсько-білоруських мовних взаємин у XIX ст. була пов'язана з популярністю в Білорусі поезій Т. Шевченка та орієнтацією багатьох представників нової білоруської літератури на народній основі на українську класичну літературу.
Українсько-білоруські мовні зв'язки досліджували П. Бузук, Л. Гумецька, А. Журавський, В.  Аниченко, Г. Півторак, О. Скопненко.

## Приклад
«Заповіт» Тараса Шевченка білоруською мовою (переклав Янка Купала):
| ЗАПАВЕДЗЬ Як памру я, пахавайце: На Ўкрайне мілай, Сярод стэпу на кургане, Дзе продкаў магіла: Каб нязьмеранае поле, Дняпро й абрывы: Было відна,— было чутна, Як раве бурлівы! Як пагоняць з Украіны: У сіняе мора: Кроў варожжу… Во тады я: І нівы й горы — Ўсё пакіну й да самога: Бога палунаю: Маліціся… А да тых пор — Бога я не знаю! Пахавайце ды ўставайце, Кайданы парвіце: І варожай злой крывёю: Волю акрапіце! І мяне ў сям'і вялікай, Ў сям'і новай, вольнай, Не забудзьце памянуці: Добрым ціхім словам. |

### Історія
- http://5min.by/news/belorusskij-jazik-ischeznet-iz-ct.html [Архівовано 5 березня 2016 у Wayback Machine.]
- http://ipress.ua/mainmedia/samorusyfikatsiya_bilorusi_3189.html
- http://vasyl-babych.livejournal.com/23653.html?thread=84069
- http://24tv.ua/home/showSingleNews.do?onuchki_lukashenka_hochut_bilshe_urokiv_biloruskoyi_movi_video&objectId=299044
- http://news.tochka.net/ua/125647-olimpiadu-zapretili-kommentirovat-na-belorusskom-yazyke/
- http://lider-press.by/news/show/1308/ [Архівовано 8 травня 2021 у Wayback Machine.]

### Білоруськомовні ЗМІ онлайн
- Білоруська редакція радіостанції «Свобода». (біл.)
- Газета «Наша ніва». (біл.)
- Газета «Новы час». (біл.)
- Генерацыя BY (біл.)
- Часопис ARCHE (Архів) (біл.)
- Телеканал «Белсат»
- Список семи онлайн-радіостанцій, що ведуть мовлення білоруською мовою. (біл.)